# 核武器
核子武器，簡稱核武，乃一种爆炸装置，屬於大規模殺傷性武器，也是人類至今製造的威力最大的一種武器。其能量是來自原子中核子間的核結合能（主要是强相互作用力），由核反应所釋放。不同于能量來自化學能的常规武器，核武器依靠核反应释放的核能对目标起到破坏作用，同等質量下，核反應產生的能量比化學反應高數百萬倍。
現時的核子武器可大致分為威力較弱的裂变炸弹（原子弹）和威力較強的熱核炸弹（氢弹），裂变炸弹的威力主要來自核裂变鏈式反應，以引爆高能化學品炸藥的方式，壓縮原本處於次臨界的可裂變物質，使其在化學品炸藥爆炸的瞬間達到「超臨界」，從而引發鏈式裂變反應，如果鏈式反應觸發多個分裂反應同時發生，便會激發核爆炸。但是由於在核爆炸的瞬間，鏈式裂變反應往往還沒能趕得及百分百完成，這些可裂變物質就解體了，碎片化的可裂變物質又重新低於臨界質量，中子從空隙中逃逸，鏈式反應中止，因此這類型核武的效率很低。例如胖子原子彈的效率只有17％，而小男孩原子彈的效率就只有1.4％。而熱核炸弹的威力則來自核裂变和核聚变这两者的多级串联组合。熱核炸弹的氘氚聚變反應能釋放出大量高能中子流，這些高能中子會加劇可裂變物質的鏈式裂變反應，將炸彈燃料的利用率大幅提高。以往一些裂变炸弹設计也會在能維持核分裂鏈式反應的材料（例如鈽-239）制成的炸彈核心的空心位置充入氚氣，作為一種助力劑，利用氚在炸彈爆炸時發生的核融合反應產生的高能中子，使不能維持核分裂鏈式反應的鈾-238干涉層進行核分裂，增加炸彈威力，稱為「加強型分裂炸彈」。現時的熱核炸弹設計可笼統地分為亁浄型和肮脏型，亁浄型熱核炸弹大部分的爆炸能量來自核聚變，而肮脏型熱核炸弹大部分的爆炸能量則來自核裂變，這是由於大多數核裂變會造成大量放射性物質污染，而氘氚核融合不會。不論是乾淨型或肮脏型的熱核炸弹，兩款炸彈設計的爆炸威力可以是同樣巨大。
核武器的發明建基於二十世紀初科學界對各種原子的內部結構及反應機理的研究成果，歷史上的第一個核子武器是一种内爆式钚裂变炸弹，名為「小工具」，它在1945年7月16日在美國阿拉莫戈多試驗場被引爆，是第二次世界大戰時美國的核武器研發計劃——曼哈頓計畫——的其中一環。同年美国在日本的广岛，长崎分别投放了一颗核弹，这也是世界上唯二的核武器实战应用。另一種威力更強的核子武器——熱核炸弹——在戰後的1951年5月在太平洋上的恩尼威托克岛试验场首次被引爆，爆炸威力大大超过裂变炸弹。熱核炸弹至今也是世界最大威力的炸彈類型，其威力可達到同等質量的化學品炸藥的數千萬倍以上。熱核炸弹後來由前蘇聯實用化，使用了固體炸彈燃料，體積因此大幅縮小，蘇聯製造的AN602氫彈是目前人類所引爆過的最大當量的炸彈。
理論上核子爆炸装置和化學品炸藥一樣没有爆炸威力上限，能投入的炸彈燃料的量越多，威力就越大，然而其質能轉換效率較構想中的反物質武器低。宇宙中和核武器的熱核爆炸原理上相似的自然現象是超新星，例如白矮星的爆炸是由於觸發了失控的碳聚變。
雖然核子武器的原理是公開的，但各種核相關的原材料、特種材料、設計、制造設備、儲存地點，以及各項核武關鍵技術，仍然作為各擁核國家的國家最高機密列入出口管制、禁止轉讓或提供情報。掌握核子武器制造技術或情報的個人或團體的活動，都會受到許多國家和國際原子能機構的嚴密監視。

## 現況
1991年12月，蘇聯的解體使自五十年代冷戰開始以來緊張的國際形勢續漸緩和下來，核子大國陸續停止各自的核武試驗。前蘇聯於1990年10月24日進行最後一次核爆炸试驗。蘇聯於1991年解體後，前成員國全部聲稱沒有在進行或已經進行任何核爆炸试驗。英國於1991年11月26日進行最後一次核爆炸試驗。美國在1992年9月進行最後一次核爆炸試驗，以後便停止了核试，然而其基础核测试仍然在進行，於2012年12月7日便在内华达试验场测试處於亚临界状态的钚的性质。法國於1996年1月27日進行最後一次核爆炸試驗。中華人民共和國在1980年10月16日進行最後一次大氣核爆炸，並於1986年3月21日宣布不再進行大氣層核試驗，但各類型地下核試仍在進行，至1996年7月29日最後一次地下核爆炸試驗後停止核试。印度最後一次核爆炸試驗是在1998年5月13日。
目前有八個公開宣稱擁有核武器（不論是原子彈或是氫彈）的國家，分別是美国、俄羅斯、英国、中华人民共和国、法国、巴基斯坦、印度、朝鮮民主主義人民共和國，前五個也是聯合國安全理事會的常任理事國。美國、俄羅斯（前蘇聯）、英國、中国、法国五國已完成氫彈試驗。
除此之外，以色列也被部分人認為擁有核武，另外白俄羅斯、烏克蘭與南非因和平原因放棄其核武，屬於曾經擁有核武的國家。朝鮮民主主義人民共和國已於2006年核試驗成功，利比亞卡紮菲迫於美軍壓力已宣布放棄核武計劃，伊朗革命衛隊稱在俄、朝提供核彈頭所需鈈的協助下核武研發成功。
國際原子能機構總幹事埃爾巴拉迪稱“有30個國家擁有迅速生產核武器的能力”，他所指的“迅速”是在三個月內就可以擁有核武器，這已經接近全世界國家總數的1/6了。而且具有生產核武器能力的國家恐怕最少應該在50個國家以上，巴拉迪同時指出聯合國每年的1.5億美元用於防止核子武器擴散的開銷費用，根本不能有效阻止現在越來越多的國家透過擁有大規模殺傷性武器來實現自衛的潮流，核武器也可能會流入恐怖主義組織的手中。

## 發展史

### 早期
1939年4月2日，德国物理学家格奥尔格·约斯和威廉·汉勒提出了将核能用在军事领域的可能性。但由於當時納粹德國核子研究計畫的主持人海森堡錯誤的實驗方向與發展，令納粹德國元首阿道夫·希特勒認為開發核武器的費用將會過於龐大，因此最終放棄了核武器的開發。8月2日，物理學家阿尔伯特·爱因斯坦在信（愛因斯坦-西拉德信，作者为物理学家利奧·西拉德）中簽下名字，希望递交至时任美国总统富兰克林·德拉诺·罗斯福处，建议对方为核裂变武器提供研发资金，因为当时的納粹德國可能也在这方面进行研究。10月11日，经济学家亚历山大·萨赫斯会面美国总统罗斯福，并递交了愛因斯坦-西拉德信。罗斯福批准设立铀顾问团。10月21日：铀顾问团首次会面，会议由國家標準技術研究所的莱曼·布里格斯主持召开。顾问团划出6000美元的预算来做中子实验。
1940年3月，英国物理学家奥托·弗里施、魯道夫·佩爾斯撰写了弗里施-佩尔斯备忘录，计算出原子弹的爆炸可能只需要1磅（0.45）的浓缩铀。该备忘录先是到了澳大利亚物理学家马克·奥利芬特手中，后者将其转交给了英国化学家亨利·蒂泽德。3月2日，美国物理学家约翰·邓宁的团队证实了尼尔斯·玻尔的猜想——慢中子可引发鈾-235的核裂变。4月10日，蒂泽德在英国设立了穆德委员会，用于进行原子弹的可行性研究。5月21日，乔治·基斯佳科夫斯基提出使用氣體擴散法来分离同位素。6月12日，罗斯福设立了美国国防部科研委员会，由万尼瓦尔·布什领导，并将铀顾问团并入其中。同年日本也開始了自己的核武研發，时任日本陆军航空技术研究所所长的安田武雄中将命令部下铃木辰三郎开始进行制造原子弹的可能性分析。铃木辰三郎在得到物理学家嵯峨根辽吉的指导下，提交了以“原子弹制造的可能”的研究报告。1941年5月，物理学家大河内正敏提交了“铀炸弹制造的可能性”的报告。同年6月，物理學家仁科芳雄開始思考原子彈實物化的可能性。

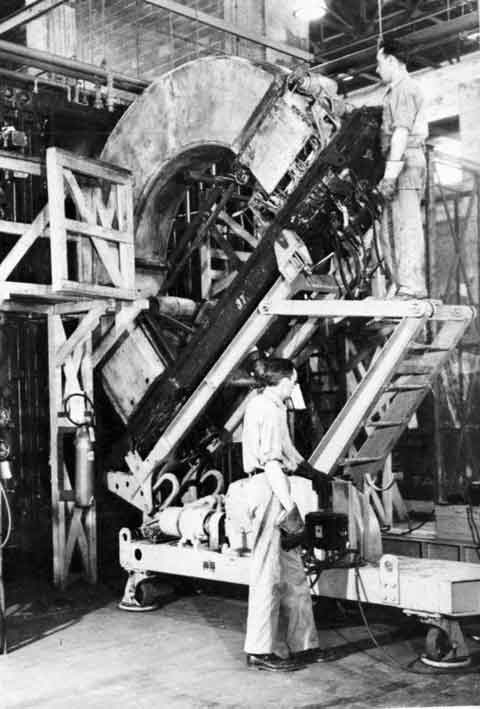
在曼哈頓項目中的田納西州橡樹嶺的Y-12工廠內的電磁型同位素分離器質譜儀，這種機器被用於鈾的濃縮。小男孩原子彈就使用了這些濃縮鈾。第二次世界大戰後，鈾的濃縮不再使用電磁分離法，而是採用一種更為高效的氣體擴散法。

1941年2月25日，美国化學家格倫·西奧多·西博格与阿瑟·华尔确定发现了钚元素。5月17日，阿瑟·康普顿同美国国家科学院撰写的报告公开发表，指出研发军用核能源带来的若干好处。6月28日，罗斯福签署第8807号行政命令，设立科学研究与开发办公室，交由万尼瓦尔·布什管理。科学研究与开发办公室合并了国防部科研委员会和铀顾问团。詹姆斯·布莱恩特·科南特接任布什成为科学研究与开发办公室的新总管。7月2日，穆德委员会任命詹姆斯·查德威克撰写原子弹的设计与预算报告的第二稿（也是最终稿）。7月15日，穆德委员会分发了制弹的技术细节、预算的最终稿。万尼瓦尔·布什接获报告后，决定先等待报告官方版本出来后再进行下一步的行动。9月3日，英国参谋长委员会批准了核武器计划。10月3日，穆德委员会官方报告（查德威克撰写）送到了布什手中。10月9日，布什将穆德委员会的报告呈交给罗斯福，后者在了解相关科学细节后准许了研发计划。罗斯福让布什起草外交函，以方便英美双方的高层接洽。12月6日，布什组织了场会议来协调整个研发计划。该计划由康普顿主导，哈羅德·尤里负责研究使用气体扩散法来浓缩铀，欧内斯特·劳伦斯则负责研究电磁分离法（该方法最后造出了电磁型同位素分离器）。康普顿将钚容器呈给了布什和科南特。12月18日，科学研究与开发办公室S-1分部的首次会议。该部门专攻核武器制造。
苏德战争爆发后，苏联受到前线战事影响，直到1942年都未以积极的态度去进行核武器的开发。1941年12月下旬至1942年4月，弗廖罗夫寫了一封秘信給庫爾恰托夫、化学家卡夫塔诺夫，以及蘇聯最高領導人約瑟夫·斯大林三人，指出美國、英國，甚至是德國自1939年發現了核分裂後，都不再於物理科學刊物上發表相關訊息。這些學術機構完全不透漏成果的現象十分可疑，弗廖罗夫力促史達林趕緊展開核武研究工程，他相信其他國家已各自展開了他們的秘密核研究。
1942年1月19日，罗斯福总统正式批准原子弹计划。1月24日，康普顿决定将钚相关的科研工作放在芝加哥大学进行。2月19日，加拿大和英国协商设立蒙特利尔实验室，用作英、加两国在核技术方面的协作（尤其是制钚）。7月-9月，罗伯特·奥本海默在加利福尼亞大學柏克萊分校召开夏季会议，会议研讨了核裂变武器的设计。愛德華·泰勒提出了氢弹的构想，在会议中重点讨论。
1942年5月，化学家卡夫塔诺夫和物理學家约费向斯大林呈递报告，论证了在苏联为解决原子武器问题成立科学中心的必要性。苏联国防委员会中由莫洛托夫分管这一工作。1942年9月底，斯大林召集约费、卡皮察、物理化学家谢苗诺夫、放射化学家赫洛平、化学家卡夫塔诺夫、库尔恰托夫等人，讨论了德国、美国和英国在研原子弹的情报，听取了科学家的意见后，斯大林作出结论：“我们也要研制原子弹”。1942年9月28日苏联国防委员会授权苏联科学院恢复“关于原子能利用的可行性”研究工作，在1943年4月1日前提交制造铀弹的可行性报告。在苏联科学院的战时疏散地喀山设立实验室。1942年10月，內務人民委員部提交了一份探討核武器可行性的英國「穆德委員會」報告影本，從而令史達林下令展開蘇聯的核武開發計畫（儘管資源相當有限）。蘇聯科學院選擇了擁有廣泛核物理閱歷的庫爾恰托夫負責这方面工作，約費院士也向莫洛托夫推薦庫爾恰托夫，莫洛托夫向史達林進言讓庫爾恰托夫主持原子能研发业务工作。
1942年12月2日：在恩里科·费米的设计、主导研发下，世界上首个核反应堆——芝加哥1号堆在建造后短短一个月成功实现了自持反应。

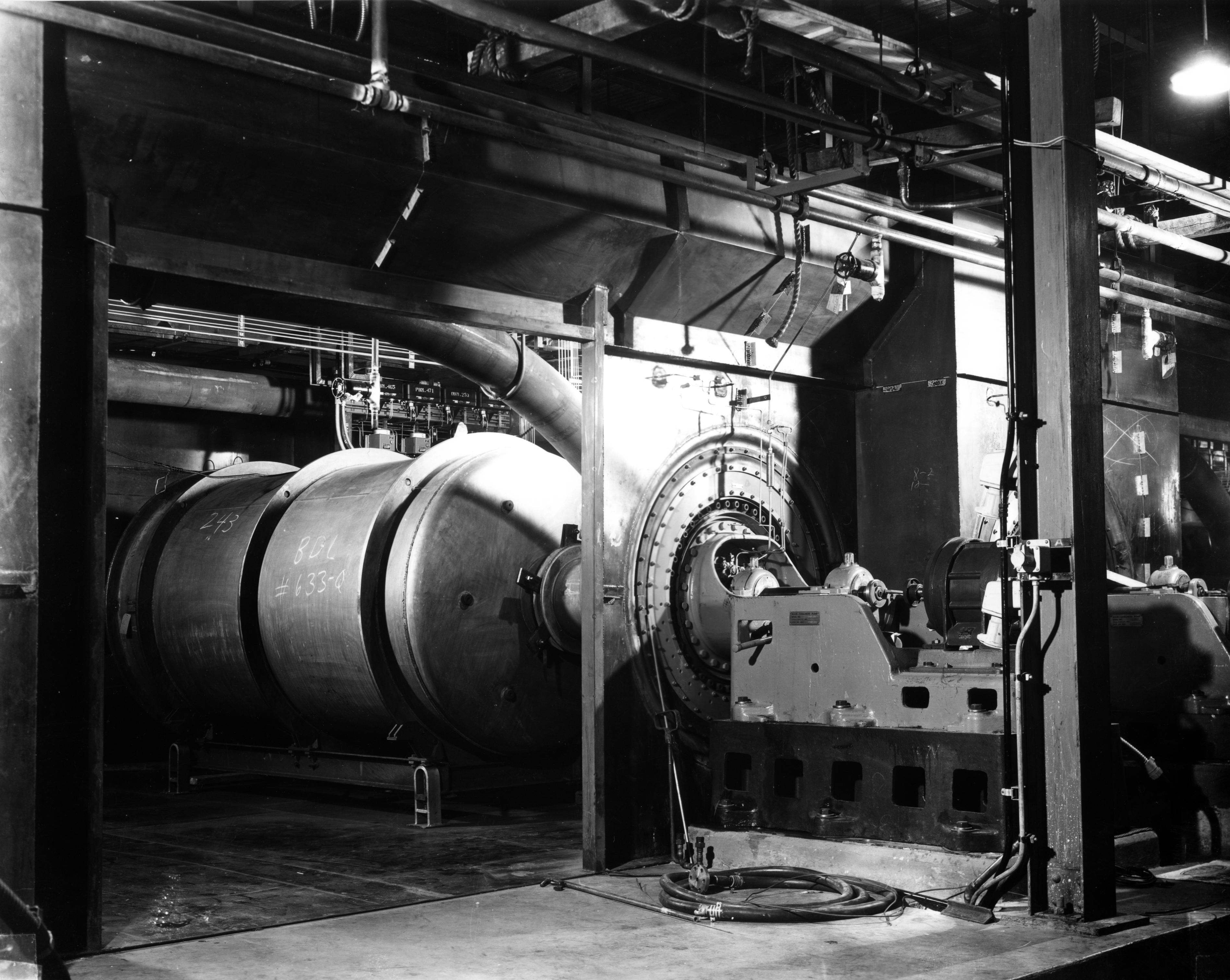
气体扩散工厂K-25內的气体扩散池，使用了氣體擴散法來進行鈾濃縮。預期目標是將供料的鈾235含量提升至90%，但後來由於意識到其技術限制，而將目標大幅調低至36%，到了1945年9月該工厂能夠將供料的鈾235含量提升至23%。气体扩散法的主要技術組件是一層以耐六氟化鈾腐蝕材料制成的多孔氣體擴散薄膜或管狀膜。

1943年2月18日，Y-12国家安全大楼动工。Y-12是橡树岭的一个大型电磁分离工厂，用来浓缩铀。6月2日，气体扩散工厂K-25动工。7月10日，第一份钚样品抵达洛斯阿拉莫斯。8月13日，枪式裂变武器的首次投下试验，位于达尔格伦演习场，负责人诺曼·拉姆齐。肯尼斯·尼科尔斯取代马歇尔成为曼哈顿工程区的总工程师。他上任后的首批任务之一是将曼哈顿工程区总部迁移至橡树岭（但工程区并未因此更名）。10月10日，汉福德区首个核反应堆动工。11月4日，橡树岭的X-10石墨反应堆达到临界状态。同年東條英機下達研究原子彈的命令，代號為「仁計畫」。仁科芳雄招集了他的老師，長岡半太郎和朝永振一郎以理化学研究所人員身份投入海軍核子技術研發。鈾235的主要提純分離方法主要有四種，即熱擴散法、氣體擴散法、電磁法、高速離心法。但是戰時日本尋找不到足夠的鈾礦石，而且為了節省時間，仁科芳雄團隊決定採取最省事的熱擴散法。熱擴散法是將鈾238進行氟化處理成六氟化鈾，然後通過溫度差對流分離的方式，較重的鈾238會沉澱，而較輕的鈾235則會浮在水面上。在研究如何製作六氟化鈾時，仁科芳雄實驗室的研究員木越邦彥發現通過砂糖可以讓鈾碳化，然後再用碳化的鈾進行氟化，最終可以製成六氟化鈾。之後木越發現用澱粉的碳化效果更好，于是之後的六氟化鈾製作便選擇了澱粉。從1944年7月開始，提煉成功的六氟化鈾開始在分離塔進行分離試驗。但因為六氟化鈾的強腐蝕性，分離塔的管道也經常被腐蝕出孔洞，導致事故頻發，因此試驗進展緩慢。同時，仁科芳雄團隊對日本鈾礦石儲量的預測也存在很大誤差。之前仁科芳雄團隊認為日本有著豐富的鈾礦石儲量，但後來調查發現日本的鈾礦石儲量並沒有那麼多。到了1943年後，當仁科芳雄告訴海軍「理論上或許可行，但可能美國也無法成功將原子彈實用於戰爭」時，海軍便對仁科芳雄的能力失去了信心。而仁科芳雄只好再找其他單位來繼續研究計畫。海軍放棄了仁科芳雄後，又招集了另一位物理學家荒勝文策進行研究。他的團隊包含物理学家湯川秀樹。荒勝文策團隊試圖利用高性能離心分離機的方式來分離出濃縮鈾，但荒勝文策設計出來的離心機轉速遠低於理論需要的每分鐘10萬轉，離心機分離濃縮鈾的實驗也宣告失敗，離心機一直到日本投降後都尚未生產。荒勝文策設計的原子彈藍圖雖然可行，也因為鈾不夠而在投降時尚未完成。
1943年2月11日，苏联国防委员会将原子能研究特别实验室从喀山班師回莫斯科。涉铀研究工作由别尔乌辛和苏联国防委员会科学部门全权代表、化学家卡夫塔诺夫领导，研究工作由庫爾恰托夫主持。1943年年中，开始研究生产高纯度石墨和反应堆用的金属铀、从反应堆生成物中提取钚的工艺。之後幾年間，苏联原子彈的研製仍是相對較低順位的工程。這段時期苏联設有八個研究实验组，分別從事核反应堆物理、气体扩散法浓缩铀、后处理化学、重水生产、电磁法浓缩铀
、新机组生产工艺、快中子物理，以及介子研究，另外設有一個回旋加速器组。涅梅诺夫、杰烈波夫、格拉祖诺夫等从被围困的列宁格勒运出了战前建成的加速器，1944年9月8日在莫斯科运行，进行中子束实验，生产钚。

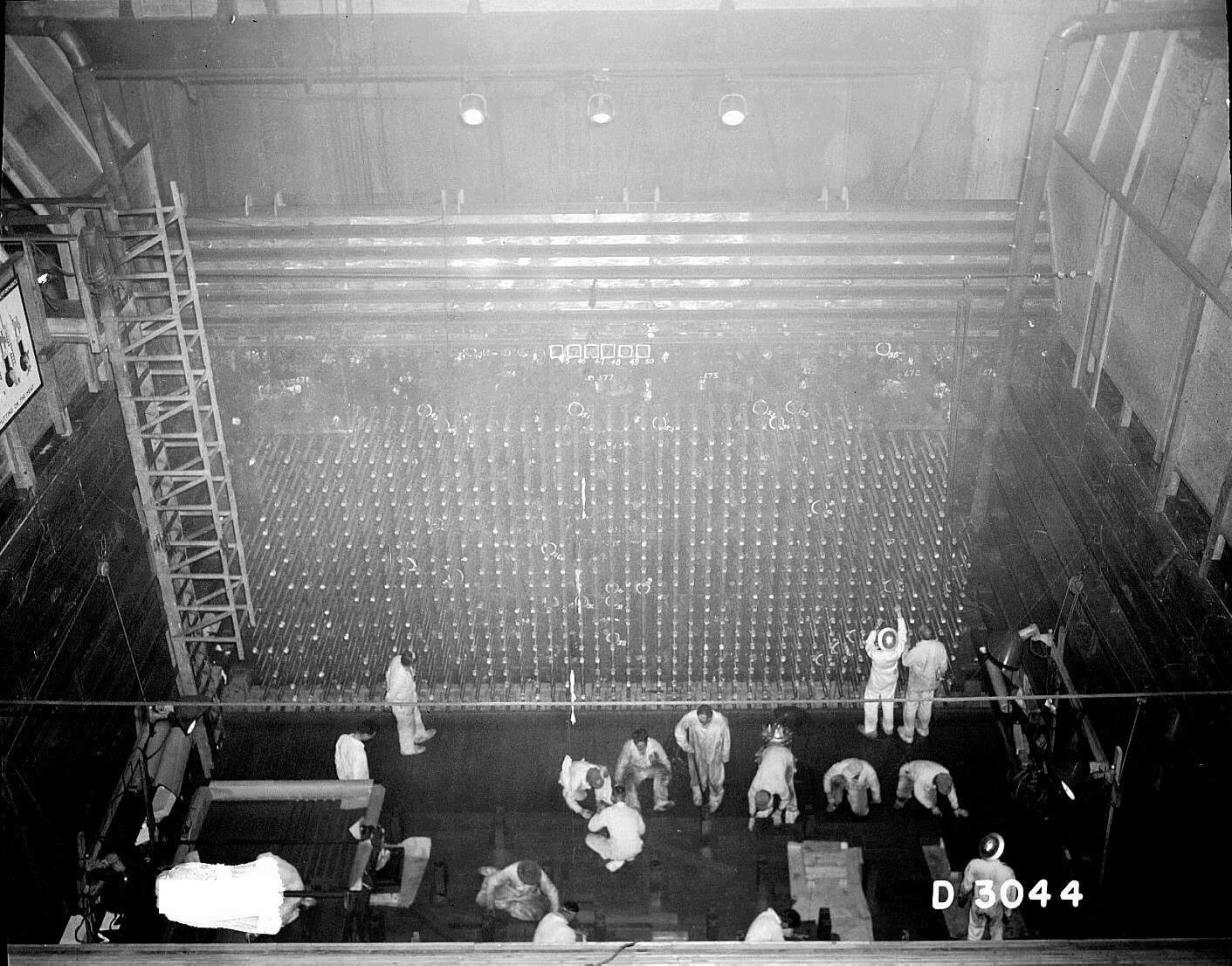
興建中的漢福德區B反應爐。反應爐通過中子活化的方式，使鈾-238轉化為鈽-239，這些鈽-239產品再被人以化學分離方法從反應爐中的鈾中分離出來（磷酸鉍過程），產自B反應爐的第一批鈽-239被裝填在歴史上的第一個核爆炸裝置「小工具」內，胖子原子彈也使用了產自B反應爐的鈽-239。

1944年1月11日，洛斯阿拉莫斯理论部门成立了特别小组来研发内爆式核武器，负责人愛德華·泰勒。3月11日，橡树岭Beta电磁型同位素分离器启动。4月5日，在洛斯阿拉莫斯，埃米利奥·塞格雷收到了橡树岭核反应堆增殖的首份钚样品。十天后，他发现自发性裂变的速率过高，无法应用在枪式裂变武器上（因为钚-240混入到了钚-239中的缘故）。5月9日，在洛斯阿拉莫斯，世界上第三个核反应堆——LOPO——达到临界状态。该反应堆是世上首个溶液堆，也是首个以濃縮鈾作为燃料的反应堆。7月4日，奥本海默向洛斯阿拉莫斯实验室的研究人员阐释了塞格雷的发现，并终止了枪式钚核武器的研发。设计内爆式的核武器从此成了实验室的重中之重。枪式铀核武器的研发计划重启。9月22日，洛斯阿拉莫斯实验室使用放射源进行首轮放射性镧测试。9月26日，世界上首个全尺寸反应堆——B反应堆——在汉福德区启用。11月下旬，美国阿尔索斯任务首席科学家塞缪尔·古德斯米特下定论称，依照斯特拉斯堡中发现的有关文档，德国人并没有在核武器、核反应堆的研发计划中取得有效的进展，甚至整个研发计划都没有给予高优先级。12月14日，在一次放射性镧测试中发现了可实现压缩度的确凿证据。

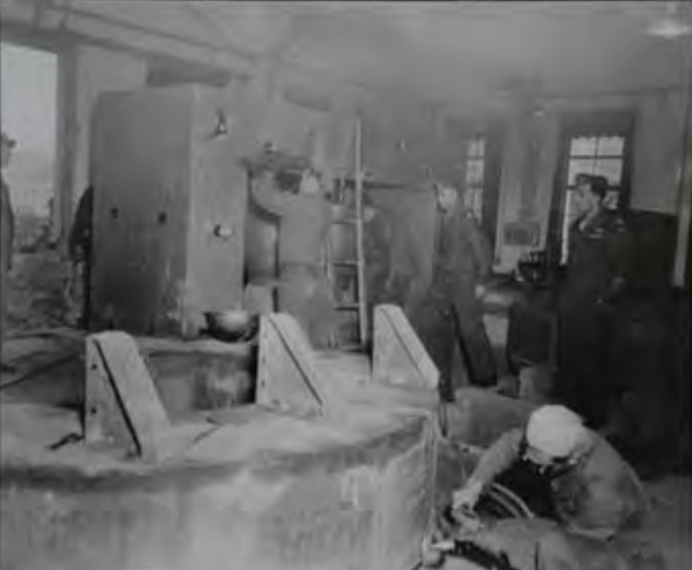
1945年11月，盟軍最高司令部拆除日本一座用於核武研發的加速器設施，該設施由日本物理學家荒勝文策主持建造。荒勝文策在1943年時已設計出一款超速離心機來分離鈾235，但一直沒有投產。他也設計出可行的原子彈藍圖，但因為鈾不夠而在投降時尚未完成。

1945年1月7日，首次使用电桥式电雷管進行放射性镧测试。1月20日，K-25工厂进行到第一阶段，使用了六氟化铀气体。同年2月，一小群日本科學家已經成功分離出初步的鈾235複合材料，但兩個月後美軍空襲東京毀掉包括用於熱擴散法提純鈾235的分離塔在内的大部份重要設備，讓鈾堆和重水的生產陷入停頓。另外，日本的原子彈計畫也飽受鈾礦短缺的困擾。軍部命令日本在海外各地的占領軍尋找鈾礦石，在本土、中國、大韓民國、緬甸等地搜刮鈾礦，結果也是徒勞無功。為此，日本甚至開始在黑市上尋找氧化鈾賣家，並向盟友德國進行求助。到了1945年5月14日，即歐洲戰場結束的6天後，德國向日本運送540公斤氧化鈾的U-234潛艇在大西洋向盟軍投降，使得整個戰爭期間，日本獲得的氧化鈾只有在上海黑市上買到的130公斤。4月22日，阿尔索斯任务在德国海格洛赫发现了德国的实验性核反应堆。5月7日，美国田纳西州阿拉莫戈多进行了一场100吨炸药的试爆。7月16日，在阿拉莫戈多，曼哈顿计划引爆了人类历史上的首次核爆炸——三位一体核试——使用了一种内爆式钚核武器（被称为“小工具”）；印第安纳波利斯号重型巡洋舰前往天宁岛，舰上载有核武器。7月19日，奥本海默建议格罗夫斯放弃研发枪式裂变武器，把铀-235用来制作复合堆芯。7月24日，美国总统哈里·S·杜鲁门向苏联领袖约瑟夫·维萨里奥诺维奇·斯大林透露消息称美国有核武器（但苏方早已透过谍报活动得知此事）。7月26日，美、英、中三国联署的《波茨坦公告》发布，威胁会将日本“迅速完全毁灭”。7月27日，日本政府决定对《波茨坦公告》“默杀”（即不予置评），被盟军视为日本拒绝投降。8月6日，艾諾拉·蓋號B-29型轰炸机将小男孩原子彈（枪式铀-235弹）投在了是次行动的主要目标城市广岛市。8月9日，博克斯卡号B-29型轰炸机将胖子原子彈（内爆式钚弹）投在了是次行动的第二目标城市长崎市，因为当日主要目标城市小仓市当天天气状况恶劣。8月12日，《史迈斯报告》公开发表，首次介绍了原子弹的有关技术背景。在日本投降前不久，日本已經可以每個月從韓國和九州的電解氨工廠生產二十公克的重水。重水可以作為核反應堆中的中子慢化劑，這些核反應堆能夠利用中子活化把鈾-238轉化成為可製作核武的重要材料鈽-239。由野口君創辦的朝鮮水利電力公司在二次大戰結束前幾年一直秘密生產重水，其規模可與德國在挪威的重水工廠比擬。甚至有歷史學家指出，他們打算在1945年8月開始進行測試，不過真相隨著蘇聯的佔領而永遠消失。
在参与曼哈顿工程的克勞斯·福克斯送來的核情报，以及美軍於廣島與長崎兩地投下原子彈後，斯大林要求苏联研究人员在五年内完成原子弹爆炸与实战化。斯大林认为在这段时间内美国暂不会对苏联实施核打击。同时，苏联人民委员会成立第二特别委员会，专门负责研制图-4战略轰炸机与喷气发动机技术，马林科夫任第二特别委员会主席，为苏联掌握原子弹的远程战略投掷能力，形成对美国最低限度的核均势而努力。1945年12月10日，苏联人民委员会专门委员会下设工程技术委员会，下设五個委员会，分管817厂（核反应堆）、813厂（气体扩散法铀浓缩）、814厂（电磁法铀浓缩）、化工原料生产厂及矿冶厂的设计建设。
1946年2月，叛逃苏联的伊格尔·古琴科泄露了有关在加拿大的苏联间谍团伙的訊息。该消息被公之于众，引发了公众对“原子间谍”的担忧，导致美国国会对于战后核能法律法规的讨论趋向保守化。7月1日，比基尼环礁进行了代号“Able”的核试。该试验是十字路口行动的一部分。7月25日，比基尼环礁进行了代号“Baker”的核试。8月1日，杜鲁门批准了《1946年原子能法案》（也称《麦克马洪法案》）。
1946年4月9日，斯大林把专门委员会技术委员会与工程技术委员会合并为科学技术委员会，下设五个委员会，分管石墨核反应堆与重水反应堆、气体扩散法铀浓缩、电磁法与离子法铀浓缩、化学冶金，以及工业卫生。該工程於高爾基州的薩羅夫進行，同時也將該地名字改為「阿爾扎馬斯-16」。研究工作由库尔恰托夫院士主持。開發團隊（包括了數位蘇聯核科學的專家，如哈里顿和雅可夫·泽尔多维奇）有著美國政府的協助，更深一層的資訊又有福克斯臥底，但卡皮察院士认为“向我们提供的（美国核）情报是为了把我们引向岐途”，贝利亚與庫爾恰托夫因盡可能採取每一項細節都自行測試的作法。特別是貝利亞還以自己的情報機關作為第三者，檢查科學家團隊的結論是否有問題。
1946年12月25日晚18时，苏联的石墨反应堆“Ф-1”开始临界运行，装入34.8吨金属铀、12.9吨二氧化铀、420吨核级超纯石墨，功率100瓦，瞬间功率3800瓦。石墨反应堆采用了与美国不同的方案：将铀棒垂直放置，而不是水平放置。氧化铀生产与金属铀核燃料生产在莫斯科以东70公里的埃列克特罗斯塔利市的第12厂進行。赫洛平领导的苏联科学院镭研究所則承担钚分离的研究。内务人民委员部第九研究所（特种金属研究所）承担铀矿地质、采掘、矿冶、钚提取技术的研究。有色冶金工业人民委员部稀有金属工业总局稀有金属研究所镭实验室在叶尔绍娃领导下，用金属镁还原四氟化铀，在高频电炉中金属冶炼，早在1944年12月便生产出重量1kg的高纯度金属铀。莫斯科电机厂承担核纯级石墨的研制，早在1944年5月便研制出灰分低于万分之四，硼低于百万分之1.7的石墨。

### 冷戰
冷戰初期的1948年，蘇聯的鈾-235工廠（817厂）在車里雅賓斯克附近建成。817厂的建设工程在车里雅宾斯克州克孜勒塔什湖南岸進行，工程包括石墨堆（А厂）、放射化学厂（Б厂），及化工冶金厂（В厂）的建设。石墨反应堆建于地下混凝土深井中，井壁厚3米，外包钢制水箱，井内径9.4m，设1168根燃料槽。1946年9月开工，1947年1月完成40m深基坑开挖，1947年末主体工程竣工，1948年1月开始安装调试，1948年6月初开始安装核燃料，6月10日19时装入72.6吨金属铀后达到1000千瓦链式反应。6月22日达到满功率100百万瓦。1948年12月22日首批铀块出堆送入Б厂。Б厂是在1948年8月末完成主体施工开始遥控设备安装。1949年2月26日首批钚浓缩液从Б厂出厂送入В厂，首先由第九车间生产出硝酸钚，然后由第四车间还原生产金属钚，最后送入第11车间机加工。1949年8月初生产出苏联第一颗原子弹的两个钚半球。
阿尔扎马斯-16保密行政区的苏联科学院第二实验室第11研究所承担原子弹的设计工作，总设计师哈里顿。1949年8月8日两颗镀镍的钚半球从车里雅宾斯克-40的В厂起运往第11研究所最后组装。阿尔扎马斯-16在保密行政区斯维尔德洛夫斯克-44设有气体扩散浓缩铀工厂，1949年竣工投产。斯维尔德洛夫斯克-44设有电磁法浓缩铀工厂。在塔吉克的列宁纳巴德建设了第六综合厂，下设6处矿山和5处浸出厂。 
在1949年8月29日，前蘇聯核試驗於哈薩克的塞米巴拉金斯克試驗場第一次試爆原子彈，原子彈的名稱為「РДС-1」（第一閃電）。РДС-1是庫爾恰托夫研究所所構思的，設計與美國的胖子原子彈幾乎是一樣的，引起美國對其研發團隊內存在蘇聯「原子間諜」的猜疑。當時官方稱其為實驗室第二號，但自1946年4月起內部文件將它定性為與辦公室或基地一樣的事物。РДС-1爆炸產生了2.2万噸的威力。與胖子原子彈一樣，РДС-1是一種內爆型核武器，核心是固體的鈈。

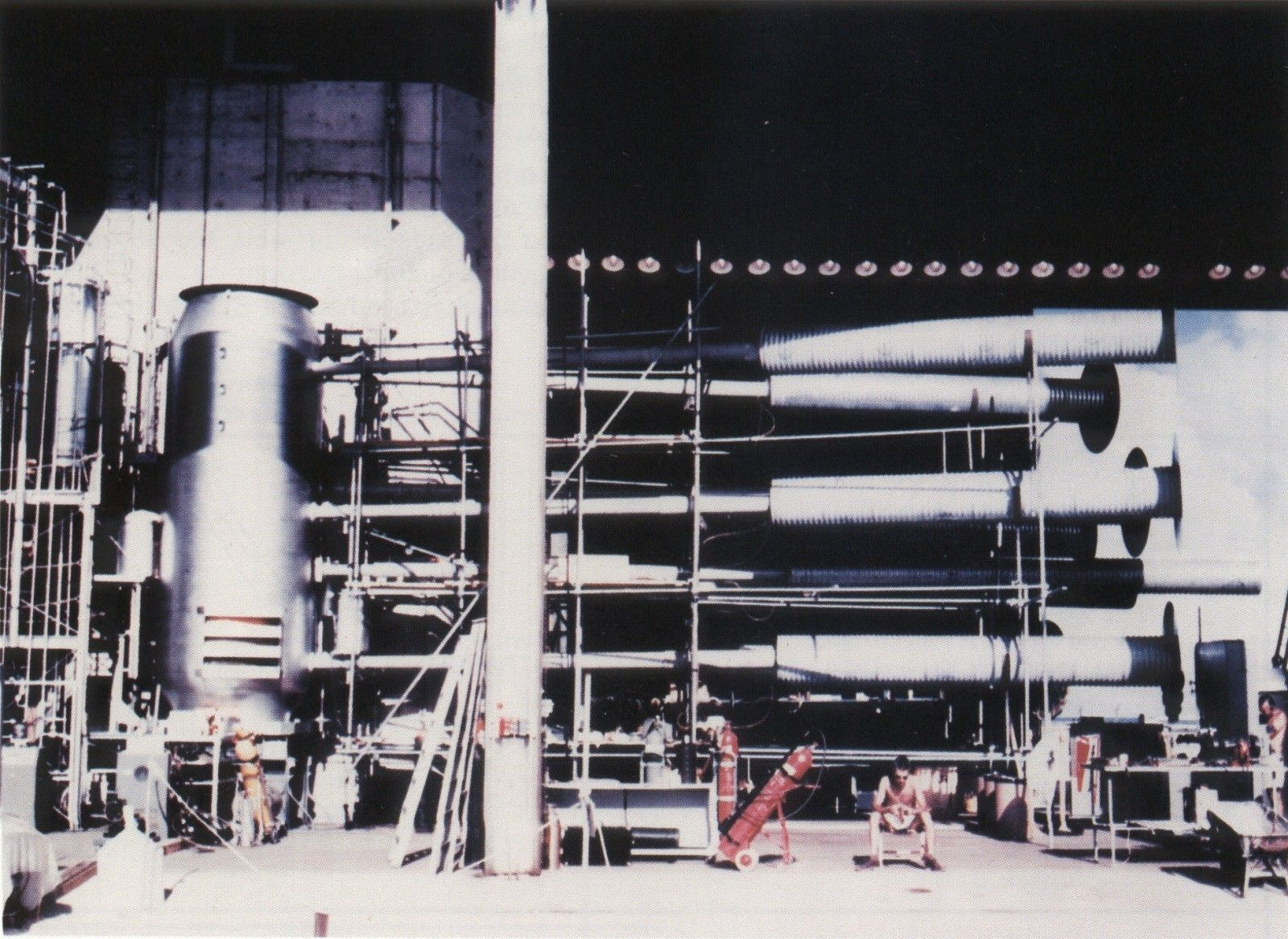
「常春藤麥克」氫彈裝罝外壳（左邊的圓罐物），连接着仪器和低温设备，20尺高的炸彈有一個低温杜瓦瓶，空間足夠裝載160公斤的液態氘。「常春藤麥克」的液態氘核融合反應由杜瓦瓶外的一枚Mk5原子彈爆炸所產生的高温高壓激發。

前蘇聯成功研制出原子彈後，在1950年1月，美国总统杜鲁门决定研制氢弹。氢弹的研究工作由愛德華·泰勒领导。1951年泰勒佔有了烏拉姆的一個創新構想，並將其開發成第一個可行的爆炸當量達百萬噸級氫彈設計。烏拉姆及泰勒的貢獻就成了後來的泰勒-烏拉姆設計方案。利用原子弹促进爆炸时产生的高温，使氘发生核融合反应。1951年5月8日（UTC+11），美國進行氢弹原理试验，试验弹代号「乔治」，在太平洋上的恩尼威托克岛试验场进行，當量22.5萬吨，是溫室行動的其中一環。达62吨的试验装置放在60余米的钢架上，装置以液态氘作为核融合原料，并有冷却系统使氘处于极低温。「乔治」试验弹實際上是一顆充入液态氘的裂變彈，氘氣能夠作為一種助力劑，利用氚在炸彈爆炸時發生的核融合反應產生的高能中子，加劇可分裂物質的鏈式分裂反應，所以被稱為「加強型分裂炸彈」。這次試驗証實了泰勒的構想是可行的。同月24日，美國引爆「Item」试验弹，這個试验装置首次選用了氚作為核融合燃料。
美國在1952年10月31日（UTC+11）於太平洋的埃內韋塔克環礁伊魯吉拉伯島引爆「常春藤麥克」氢弹试验装置，是常春藤行動的一環。該裝置是第一個通過測試的泰勒-烏拉姆方案核裝置。该装置高6米，直径为1.8米，重达65吨，看上去像个大暖瓶，爆炸威力达1000万吨TNT当量。相当于广岛型原子弹的500倍。「常春藤麥克」体积比一辆载重汽车还大，它必须装有笨重的制冷系统，这样的装置飞机、导弹都无法运载，没有什么实战价值。常春藤行動中的另一個试验装置「國王」於同年11月15日（UTC+11）在埃內韋塔克環礁被引爆，當量超過50萬噸TNT，是當時威力最大的純裂變式原子彈。
1953年8月12日，蘇聯於塞米巴拉金斯克試驗場成功試驗氫彈，名稱為「RDS-6s」，當量為四十萬噸TNT。其方案是采用锂的一种同位素锂─6和氘的化合物──氘化锂作核燃料。氘化锂是固体，不需冷却压缩，制作成本低、体积小、重量轻、便于运载。这种氢弹称为「乾式」氢弹，所以蘇聯是第一個成功把氫彈實用化的國家。

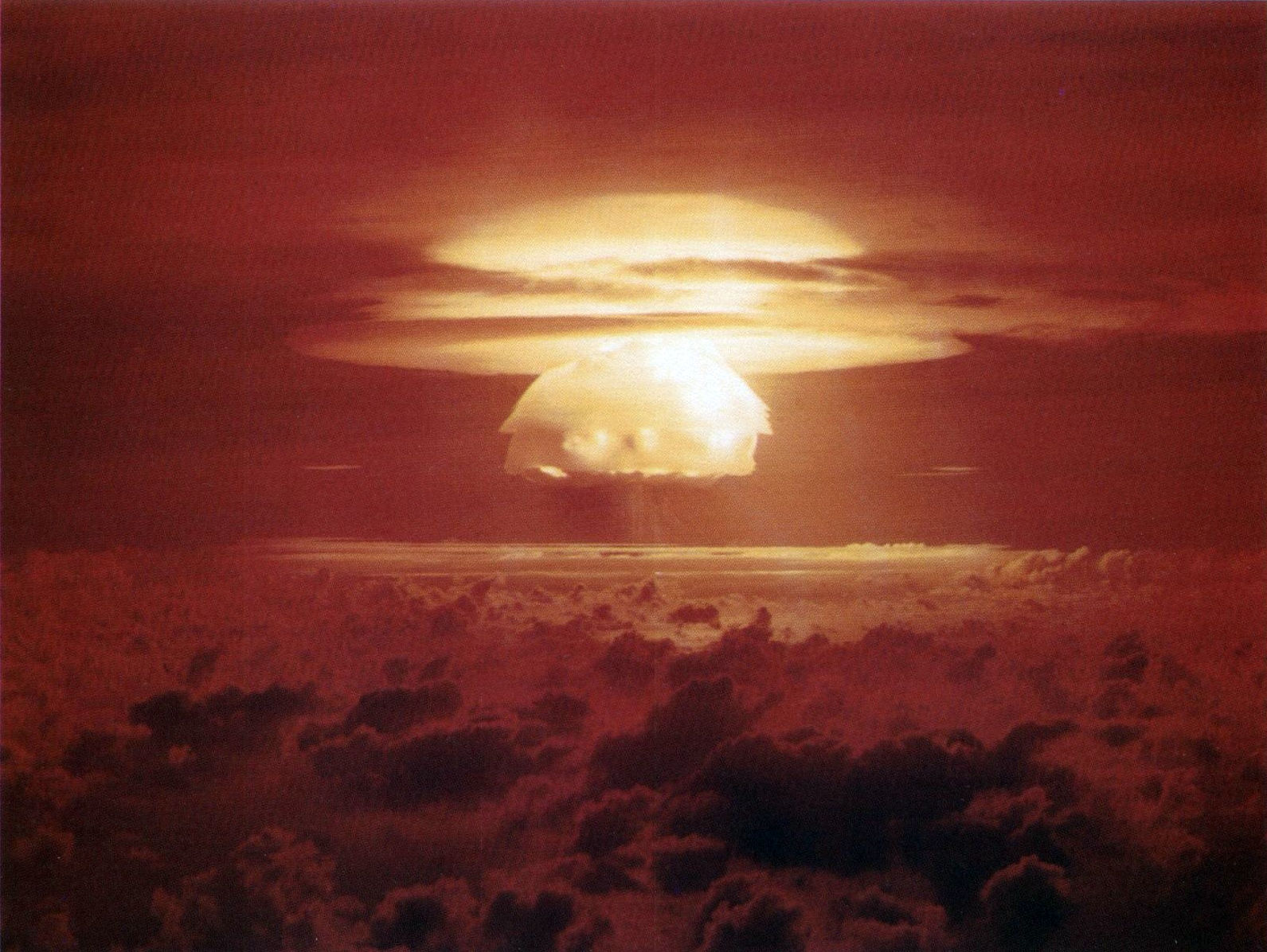
1954年3月1日（UTC+11），美國在城堡行動中引爆代號「Bravo」的氫彈裝罝，是美國歷來引爆過的測試用核裝罝中威力最大的，當量為一千五百萬噸。「Bravo」氫彈內的核融合材料為30%氘化锂-6和70%氘化锂-7的混合物，而由於當時美國研究人員並不知道在高温高壓下，本來不能進行核子融合的氘化锂-7會掉下一顆中子成為氘化锂-6去進行核子融合，這些氘化锂-7便成為額外的炸弹燃料，因此「Bravo」氫彈的爆炸威力超出了五百萬噸的預期當量。氘化锂-6由700攝氏度高温燃燒鋰-6和氘氣（重氫）提取，氘氣則由电解重水而來。

在1954年3月1日（UTC+11），美國在城堡行動中在比基尼岛试验代號「Bravo」的氫彈，這是美国的第一颗实用型氢弹，並是美國歷來引爆過的測試彈頭中威力最大的，當量為一千五百萬噸TNT。英國在1952年於澳洲蒙泰貝洛群島進行英國首次核子試爆。幾位關鍵英國科學家曾在曼哈頓計劃中工作，他們返回英國後在英國原子彈計畫中工作，所以颶風行動武器類似胖子（長崎核爆）核子武器，雖然1946年的麥克馬洪原子能法防止英國使用美國的設計數據。颶風行動採用空心設計，不同於三位一體測試。這種設計增加炸彈當量為30千噸，儘管實際當量接近25千噸。
1955年4月14日（UTC-8），美國在內華達試驗場試驗代號「MET」的核彈，當量2.2萬噸，比預期當量3.3萬噸少33%。該次試驗首次使用由鈾-233和鈽組成的炸彈核心，這是其於TX-7E的「鈾-235/鈽」井。同年，沙哈諾夫留在薩羅夫主導研發並設計製造出蘇聯首枚百萬噸級氫彈。其後前蘇聯於1961年10月30日（UTC+3）在新地島引爆一枚氫彈，稱為沙皇炸彈。这是人類至今所引爆過所有種類的炸彈中，體積、重量和威力最強大的炸彈，當量為五千萬噸TNT，其威力是第二次世界大戰投擲於廣島和長崎的「小男孩」原子彈的3,800倍、「胖子」原子彈的2,300倍。其引爆時的火球直徑接近8公里，相當於珠穆朗瑪峰的高度，火球最高處離地面10.5公里，差不多達到了投放炸彈的Tu-95轟炸機的飛行高度。
美國於1956年5月27日首次測試三階段熱核武器，名為「Zuni」，是紅翼行動的一環，這款炸彈的當量為350萬噸TNT，85%的釋放能量來自核聚变，它使用了鋰作為干涉層，而不是會引發核裂變的鈾-238。在同年7月20日，另一個同款熱核武器被引爆，名為「Tewa」，當量為500萬噸TNT，選用了鈾-238作為干涉層。與Zuni不同，Tewa炸彈87%的釋放能量來自核裂變，由於核裂變會造成大量放射性物質污染，所以Tewa被稱為Zuni的肮脏版本。這種三階段熱核武器後來被發展成美國裝備部隊最大的炸彈「Mk-41」。
英国於1957年5月15日拥有氢弹。法国在美国曼哈頓計劃協助下核技術有長足進展，在1960年2月13日阿尔及利亚战争期间，法国在阿尔及利亚撒哈拉大沙漠拉甘，完成法國第一个原子弹核试验蓝色跳鼠，当量為7万吨。

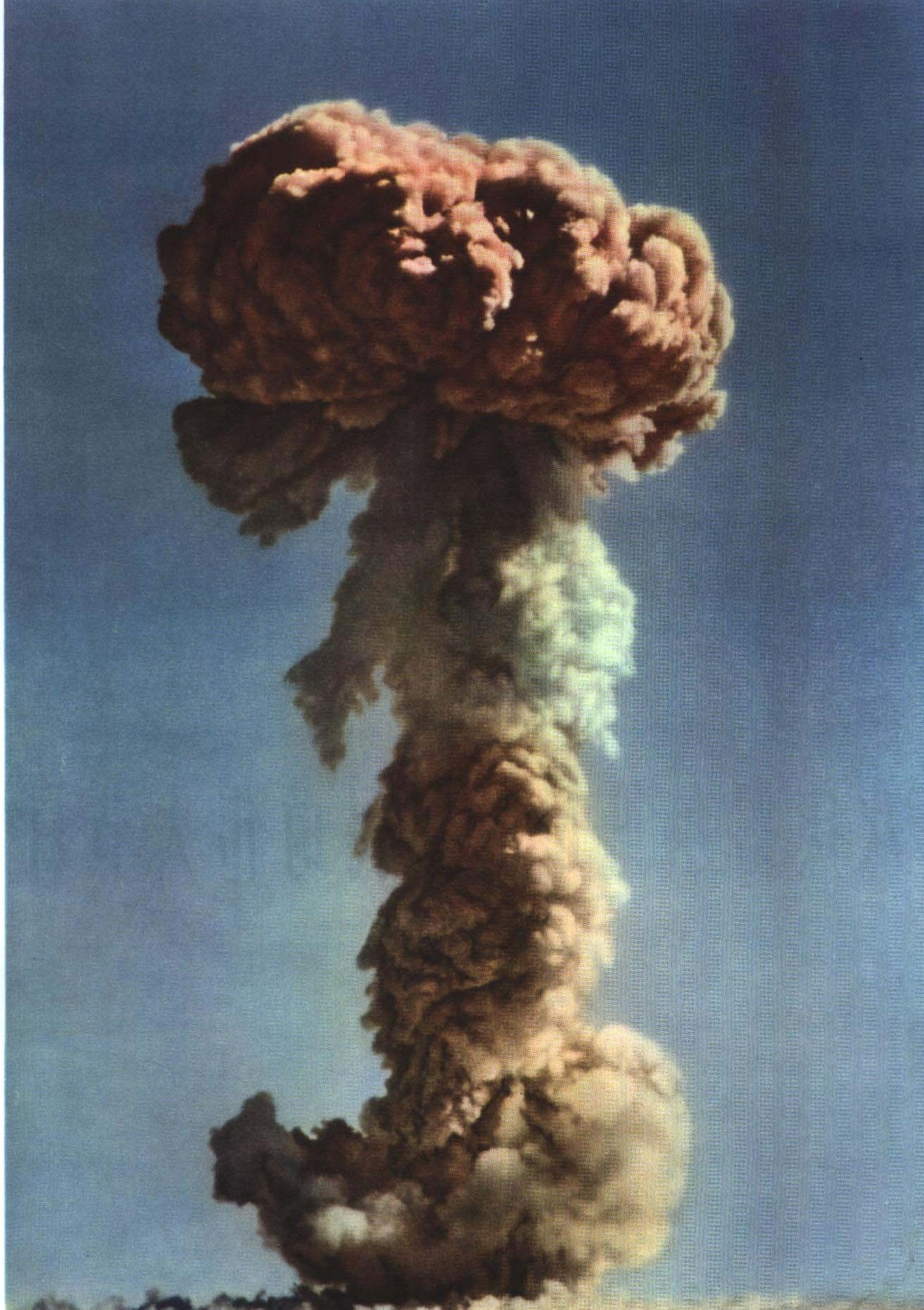
1964年10月16日（UTC+08），中華人民共和國核武研發團隊在罗布泊成功試爆中國第一颗原子弹「邱小姐」。並在3年後的6月17日第六次核試驗中引爆了中國第一颗的氫彈，代號「639」。

在1959年，中蘇關係急劇惡化。1959年6月13日（UTC+08），中國人民解放軍總參謀部正式批准核試驗基地建設。同年11月16日，第一屆全國人民代表大會常務委員會第51次會議決定設立的中華人民共和國第三機械工業部（三機部），主管核工業發展建設和核武器製造。宋任窮被任命為部長，錢三強被任命為副部長。1958年2月11日，原三機部改名為中華人民共和國第二機械工業部（二機部）。中國物理學家鄧稼先組織了研製小組用計算器模擬了原子彈爆炸的過程。隨後，鄧稼先組建了高級理論班子，包括物理學家周光召等人，專門研究解決原子彈設計中的重大技術問題。原子彈內部的力學問題由周光召解決。兩位在流體力學和數學上有很深造詣的副主任成功地解決了不定向流體力學的計算方法問題。鄧稼先自己則親自主持高溫高壓下物質狀態的研究。物理學家江德熙在1961年冬成功研製點火中子源，並把這個裝置命名為「XY小球」。中國從1959年開始在雲南臨滄地區開採鈾礦，一共得到150噸粗鈾原料。與此同時，鈾加工工廠的建設也在進行，工廠對粗鈾原料進一步加工。早在1959年初，二机部所属的内蒙古包头核燃料元件厂、甘肃兰州铀浓缩厂、甘肃酒泉原子能联合企业等首批主要工程都已取得了很大进展。1964年，原子彈組裝完成。8月份，原子彈運到了中国核试验基地。試驗場上豎起了一座高達103米的鐵塔，場內設有各種指揮所、觀察哨、輻射偵察分隊、有線課題遙測站以及氣象觀測站。1964年10月14日19時（UTC+08），原子彈被吊上了鐵塔。16日上午，引爆裝置XY小球被安裝上彈體，炸彈在新疆維吾爾自治區罗布泊當日14時59分40秒啟動起爆程序，原子彈被成功引爆。後來在1966年10月27日（UTC+08），中國成功試驗能夠運載核子武器的導彈。中國熱核武器的研製緊接進行。于敏率領的研製團隊於1966年5月9日（UTC+08）成功地進行了一次含有熱核材料的核試驗，同年12月28日，又用塔爆方式進行了氫彈原理試驗，當量30萬噸。次年6月17日7時（UTC+08），第六次核試驗中成功試爆熱核自由落體炸彈，引爆的炸彈當量331萬噸。
1968年8月24日，法國成功試爆該國第一枚熱核炸彈，當量260萬噸。1974年5月18日，印度在鄰近巴基斯坦的波卡蘭試驗場試爆名為「波卡蘭-I」的原子彈，當量1萬2千噸。
在古巴導彈危機後，公眾開始重視核武器帶來的後果，於是美國、英國和蘇聯便開始積極進行協商制定《核不擴散條約》相關細節的討論，到1968年美國、英國和蘇聯簽署《核不擴散條約》，而在當時與美國和蘇聯兩個同時都處於對立狀態下的中華人民共和國並沒有簽署此條約。
1980年10月16日，中華人民共和國最后一次大气核爆炸。1986年3月21日，国际和平年的春季，中華人民共和國政府正式宣布不再进行大气层核试验。

### 後冷戰時代
1991年12月，蘇聯的解體使自1950年代冷戰開始以來緊張的國際形勢續漸緩和下來，核子大國陸續停止各自的核武試驗。1992年，中国簽署《核不擴散條約》。同年法國也簽署《核不擴散條約》。全世界大多數國家都陸續簽署《核不擴散條約》。
蘇聯於1990年10月24日進行最後一次核爆炸试驗。蘇聯於1991年底解體後，前成員國全部聲稱沒有在進行或已經進行任何核爆炸试驗。英國於1991年11月26日進行最後一次核爆炸試驗。美國在1992年9月進行最後一次核爆炸試驗，以後便停止了核试，然而其基础核测试仍然在進行，於2012年12月7日便在内华达试验场测试處於亚临界状态的钚的性质。法國於1996年1月27日進行最後一次核爆炸試驗。中華人民共和國在1980年10月16日進行最後一次大氣核爆炸，並於1986年3月21日宣布不再進行大氣層核試驗，但各類型地下核試仍在進行，在1996年7月29日最後一次地下核爆炸試驗後才停止了核试。1996年，中华人民共和国签署《全面禁止核试验条约》。
巴基斯坦於1998年5月28日首次公開进行核试验，名為「賈蓋-I」，作為對印度於同月11日至13日進行的波卡蘭-II核试验的回應。事件使聯合國安全理事會通過第1172號決議譴責核试验，並要求兩國不要參與進一步的測試。此外，不少大國執行對巴基斯坦的制裁，例如美國和日本。此次行動是印度最後一次核試。巴基斯坦核專家阿卜杜勒·卡迪爾·汗已經對外承認了自己向北韓、利比亞和伊朗三個國家出售核武關鍵技術。
2003年，利比亞領導人卡紮菲迫於美軍壓力宣布放棄核武計劃。
朝鮮民主主義人民共和國在2003年退出了《核不擴散條約》。2006年10月9日，朝鲜政府发表公告称成功进行核试验。。2007年1月6日，朝鲜政府进一步证实拥有核武器2009年4月，有报告称朝鲜已成为“完全核国家”，并得到国际原子能机构总干事穆罕默德·巴拉迪的赞同。2009年5月25日，朝鲜进行了另一次核试验，据信产生了里氏4.7级的地震。虽然没有试验位置的官方消息，但是据信试验是在朝鲜东北部首次核试验所在地吉州郡万塔山。估计朝鲜共拥有六枚核武器，但是其军用目的的铀浓缩计划可以将核武器数量在2015年以前增加至15枚。2013年2月11日，美国地质调查局监测到里氏5.1级地震波，据信为第三次地下核试验。朝鲜官方报道称此次核试验十分成功，弹头更小，但比以前的核武器威力更大，不过没有提到具体的当量。韩国方面估计其当量约为6至7千吨，但专家指出5.1级地震当量应该为20千吨。同年，伊朗革命衛隊稱在俄、朝提供核彈頭所需鈈的協助下核武研發成功。
2016年1月6日朝鮮民主主義人民共和國引爆一枚核裝置，外界探測當量與前幾次相同，朝鮮當局宣稱是氫彈爆炸。2017年9月3日朝鮮發生規模6.3強烈地震，震源深度零公里，地震地點就在朝鮮核子試驗場所在地豐溪里。朝鮮宣稱成功試爆可安裝在洲際飛彈上的氫彈。
2023年3月，非政府组织挪威人民援助表示，全球或明或暗拥有核武的9个国家，2023年共有9576枚可随时发射的核弹头。

## 原理

### 科學研究背景
現時科学界已知核子武器的重要威力來源—核連鎖反應—是在地表自然存在的，奥克洛是目前世界上唯一已知的曾經自然发生自持的核連鎖反應的地方，共有16处。从大约20亿年以前开始反应，断断续续反应几十万年，在此期间平均输出功率为100千瓦。
核武器的發明建基於二十世紀初科學界對原子的研究成果，認識這段歷史是了解核武器原理的第一步。在1896年，法國物理學家亨利·貝克勒在研究鈾和鉀的雙硫酸鹽結晶具有類似磷光發散的現象時，意外發現了鈾的天然放射性，被認為是現代原子物理學的開端，世界各地的學者開始更為關注對原子結構的研究。
1897年，英国物理学家约瑟夫·汤姆孙表明阴极射线應該是由一種未知的带负电粒子组成，他计算出這種粒子必须比原子小得多，並且有非常大的质荷比，這種未知的带负电粒子現在被称为「电子」。汤姆孙在1913年也发现了稳定元素同位素的第一个证据，这是他在探索德國物理學家歐根·戈爾德斯坦在1886年發現的陽極射線的過程中的成果之一。他与另一位英国物理学家弗朗西斯·阿斯頓一起确定带正电粒子的性质的实验是质谱法的第一次使用，并导致了质谱仪的發展。1898年，蘇格蘭物理學家詹姆斯·杜瓦用再生冷卻法及他所發明的真空保溫瓶，首次製成液氫。翌年，他又製成固體氫。
约瑟夫·汤姆孙發現帶負電的電子，這暗示中性原子內也應該有帶正電荷的粒子，提出原子應該是一個帶正電且電荷均勻分布的圓球，而電子則像梅子分散在布丁上，並在1903年提出「梅子布丁模型」。日本物理学家長岡半太郎反對湯姆生的模型，並指出相反電荷間是無法穿透的。他提出的模型則是帶正電子的核心在原子中間，周圍環繞著若干電子。於是，長岡半太郎在同年獨立提出原子的準行星模型，稱為「半太郎土星模型」。長岡半太郎建議電子的軌道就像土星環，這是從蘇格蘭學者詹姆斯·馬克士威的土星環穩定理論獲得的靈感。:22-23他的模型是基於跟土星環穩定性的類似解釋（土星環能穩定存在是因為土星質量極大），並預測一個質量極大的原子核和受到電磁力束縛的電子環繞着原子核。紐西蘭物理学家歐尼斯特·拉塞福在1911年一篇論述自己提出的「拉塞福模型」的論文裏，提到了長岡半太郎的半太郎模型。拉塞福在1908年至1909年間，在研究α粒子穿過金箔產生散射的過程中發現了α粒子的大角度散射現象，從而證明原子的中心含有直徑約10費米的質量電荷中心。至此，長岡半太郎的這兩個預測都成功被欧内斯特·卢瑟福的實驗確認。然而根據古典力學原理，這樣的原子會因為電子發射電磁波而不穩定。而且，所發射出來的電磁波波譜不符合所觀測到的原子光譜。不論是「半太郎模型」還是「拉塞福模型」也沒有給予電子的環繞運動任何結構。這些問題後來被丹麦物理学家尼尔斯·玻尔於1913年提出的「玻尔模型」所解決，他首次引入量子化的概念來研究原子內電子的運動，對於計算氫原子光譜的芮得柏公式給出理論解釋。在波耳模型中，位於特殊軌道的電子具有取決於軌道半徑才擁有特定的能量，這個能量值後來被稱作能級。半太郎土星模型亦預言了質子的存在，但歐尼斯特·拉塞福在1917年至1925年間以多項粒子撞擊實驗，証明氫原子核存在於其他更重的原子核內，質子才被主流認為確實存在。
1919年，英國科學家弗朗西斯·阿斯頓製成第一台質譜儀。阿斯頓用這台裝置發現了多種元素同位素，研究了53個非放射性元素，發現了天然存在的287種核素中的212種，第一次證明原子質量虧損。同年，紐西蘭物理学家歐內斯特·盧瑟福通過用α粒子轟擊氮核，使之放出質子的方式，首次用人工方式實現了核嬗變反應。這種利用射線轟擊原子核來引起核反應的方法逐漸成為原子物理研究的主要手段。英國科學家弗朗西斯·阿斯顿和弗雷德里克·林德曼于同年提出利用离心机来分离同位素。
1920年，英国天文学家亞瑟·愛丁頓提出氫氦聚變可能是恆星能量的主要來源，揭示了核聚變的潛力。1923年，美國物理學家阿瑟·康普顿觀察到X射線或伽瑪射線的光子跟物質交互作用，因失去能量而導致波長變長的現象，即「康普頓效應」，後來的核电磁脉冲弹應用了這一原理。1928年，日本物理學家仁科芳雄在與瑞典物理學家奧斯卡·克萊因共同發表康普頓散射研究論文，並推導出關於X射線的康普頓散射的「克萊茵－仁科方程式」。
1929年，美國物理學家欧内斯特·劳伦斯與李明斯頓發展出迴旋加速器，將質子分别經過一連串相對低的電壓加速。第一部迴旋加速器建於1930年，稍後的改良則於1934年完成。世界第二部迴旋加速器則由日本物理學家仁科芳雄於1936年在理化學研究所制成。1932年，英國物理學家約翰·考克饒夫與愛爾蘭物理學家欧内斯特·沃尔顿製造出原子擊破器，利用七十萬伏單一的高電壓對質子加速，然後再拿它們轟擊鋰靶，分離出氦。沃尔顿的這個實驗證明了早期欧内斯特·卢瑟福所提出的「卢瑟福模型」，後來的「玻爾模型」對原子結構的描述則更為細緻。
1931年12月，美國科學家哈羅德·尤里的研究小組發現氘，並在1932年發現重水，即含有氘的水。1932年，在盧瑟福的核嬗變實驗基礎上，澳大利亚核物理学家馬克·奧利芬特完成了氫同位素的實驗室聚變。在1934年，馬克·奧利芬特發明利用電磁分離法從天然鈾中提煉鈾-235，這也是美國物理学家阿尔弗雷德·尼尔採用的提煉程序。歐内斯特·盧瑟福、马克·奥利芬特和保羅·哈特克則在同年首次製備出氚。1936年，傑西·韋克菲爾德·比姆斯（Jesse Wakefield Beams）和F. B. Haynes使用弗朗西斯·阿斯顿的离心机分离法成功分离了氯的同位素。
1938年12月，德國化學家弗里茨·施特拉斯曼和奥托·哈恩认证了中子轰击铀核产生的钡。1939年，奥地利-瑞典原子物理学家莉泽·迈特纳与她的外甥奥托·弗里施将施特拉斯曼發現的这一未知现象归结为铀核发生了核裂变，并在该年1月13日通过实验验证了这一点。苏联科学院化学物理研究所的尤里·波里索维奇·哈里顿和雅可夫·鲍里索维奇·泽尔多维奇对产生链式核裂变的条件进行了深入研究，1939年10月完成了《铀的主要同位素的链式裂变研究》与《论慢中子作用下铀的链式裂变反应》，发表在苏联《实验物理和理论物理》杂志上，系统阐明了铀-238只能用重水做减速剂才能链式裂变；铀-235在浓缩含量大于0.7%以上可以用轻水做减速剂发生链式反应。1940年3月，二人完成第三篇论文《铀核链式裂变的动力学问题研究》，发表在《实验物理和理论物理》杂志1940年第5期，阐明了核反应堆设计中起决定性作用的物理过程、慢中子与快中子的反应截面，缓发中子对超临界的影响、核能制造炸弹获取能量的可能性，理论计算得出了铀-235在快中子照射下的临界质量是10kg。1939年，苏联科学院列宁格勒物理技术研究所核研究室年轻的核物理学家格奥尔基·尼古拉耶维奇·弗廖罗夫与鲁西诺夫实验测量了每个铀核裂变时释放的次级中子数为3±1个。
1940年3月，英国物理学家奥托·弗里施、魯道夫·佩爾斯撰写了弗里施-佩尔斯备忘录，计算出原子弹的爆炸可能只需要1磅（0.45）的浓缩铀。该备忘录先是到了澳大利亚物理学家马克·奥利芬特手中，后者将其转交给了英国化学家亨利·蒂泽德。丹麦物理学家尼尔斯·玻尔根据他的原子核液滴模型从理论角度分析认为，由慢中子导致裂变的物質應該是铀-235而不是数量更丰富的铀-238，慢中子可引发鈾-235的核裂变。1940年4月，为验证玻尔的说法，阿尔弗雷德·尼尔用质谱仪制造出微量的浓缩铀-235。及後，美国物理学家约翰·邓宁的团队，包括阿里斯蒂德·格罗斯（Aristid von Grosse）、尤金·布斯（Eugene T. Booth），证实了玻尔的理论分析。美國核物理學家利奥·西拉德和沃尔特·津恩（Walter Zinn）很快又证实每一次核裂变都释放一个中子。至此，几乎可以肯定核链式反应是可以发生的，原子弹的开发具有理论可行性。此外，馬克·奧利芬特一直在嘗試説服歐內斯特·勞倫斯將他的37英寸回旋加速器改裝成一個巨大的質譜儀，以用來分離同位素，在1941年11月24日，勞倫斯的37英寸回旋加速器被拆除。它的磁鐵被用於建首個電磁型同位素分離器，這種儀器後來被用於橡樹嶺的Y-12工廠的鈾濃縮。美國物理學家恩里科·費米最先發現超臨界組合。他的發現開展了受控制的連鎖反應的研究，後來發展成核子反應爐。
1940年5月弗廖罗夫与康斯坦丁·彼得扎克为屏蔽宇宙射线影响在莫斯科迪纳摩地铁站的位于地下60米深井下进行不同能量中子源作用下铀核裂变释放中子流量的实验时，发现了自發裂變现象，发表在美国《物理评论》。
自1940年開始，美國化學家格倫·西奧多·西博格與埃德温·麦克米伦等人开始制备超铀元素。埃德溫·麥克米倫和菲力普·艾貝爾森研究團隊发现了錼（93），他們用回旋加速器以低速中子撞擊鈾靶，生成了錼239。錼是首個被發現，也是首個人工合成的錒系超鈾元素。1941年2月25日，格倫·西奧多·西博格与阿瑟·华尔发现了钚（94），钚-239和鈾-235同樣是有能力維持核鏈式反應的可裂变物质，但相較鈾-235而言更容易量產，因此也更具實戰價值。从1940年到1958年，他们一共发现9个新元素，包括原子序数94到102。包括钚（94）、镅（95）、锔（96）、锫（97）、锎（98）、锿（99）、镄（100）、钔（101）和锘（102）。1944年，西博格提出锕系理论．预言了这些重元素的化学性质和在周期表中的位置。这个原理指出，锕和比它重的14个连续不断的元素在周期表中属于同一个系列，现称锕系元素。西博格还发现了易裂变的同位素：钚239和铀233等。

### 核反應
核裂变将重原子核分裂为轻一些的原子核，而核聚变则是将轻的原子核聚在一起形成更重的原子核。从某种意义上说，裂变和聚变是相反的又互补的两种反应。下面的解释使用了近似的数字。

#### 核裂变
当一个自由中子击中了一个可能会发生裂变的原子核，例如 235铀 时，铀原子核会分裂成两个较小的原子核，称为裂变碎块，同时产生更多的中子。裂变可以自己维持，就是因为它能产生越来越多的能够触发新的裂变的中子。

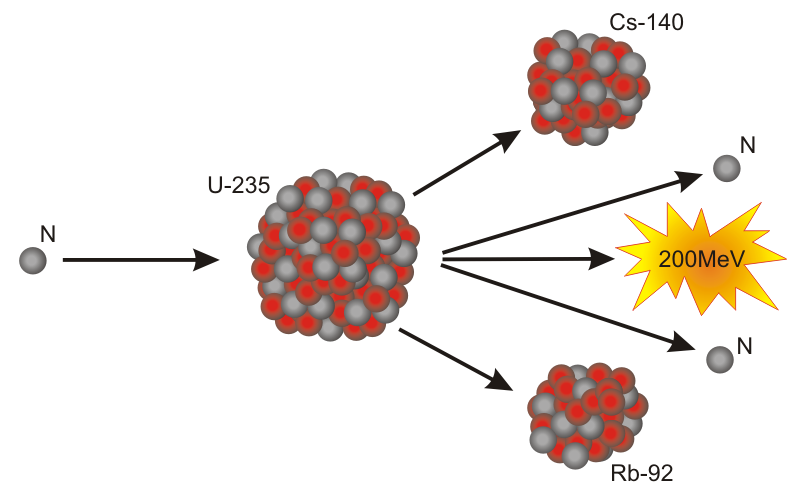
铀-235的分裂方式可能有几十种，這是其中一種。圖中表示鈾-235原子核在捕獲一顆慢中子後，分裂為銣-92原子核、銫-140原子核和兩個中子，同時釋放出200百萬电子伏特的能量。這些能量絕大部分都作為非中子分裂物的動能，而那些分裂出來的中子只分配到較少的能量。

铀-235的分裂方式可能有几十种，但是不论是哪种分裂方式，分裂产物的原子量加起来都是236，即铀原子核和自由中子的重子数之和（重子数守恒），例如，如下的核反应方程表示铀-235的原子核分裂为锶-95原子核，氙-139原子核，和两个中子，同时释放出能量：
235鈾 + 中子 {\displaystyle \to } （95鍶 + 139氙 + 兩顆中子，180百萬电子伏）+ 伽瑪射線
反应中释放了180百万电子伏特的能量，其中90%的能量为分裂后的原子核的动能。由于生成的两个原子核带有正电荷，两个原子核将被强力推开，初始的动能可以达到67TJ/kg，也就是12000千米每秒。由于裂变碎块带有正电荷，他们会与周围的原子核产生了大量的非弹性碰撞，于是这些碎块仍然留在了核装药中，直到他们的能量转化为了X射线热量。在核爆中，这个过程大约仅仅持续1微秒。而X射线的能量将转化为冲击波和高温，形成核武器通常的主要危害。
在裂变反应慢下来以后，裂变材料的放射性仍然存在。由于新生成的元素中含有大量的中子，他们将通过β衰变转换成为新的原子核。在这个过程中，中子通过释放一个电子和γ射线转化为质子。每一个裂变产物的原子核都会衰变1到六次，平均为3次，可以产生大量不同元素的同位素，有些稳定，有些有放射性，有些半衰期甚至长达20万年。在反应堆中，这些放射性产物为用过的核燃料中的核废料。而在核武器中，这些放射性产物将产生放射性尘埃。
同时，在爆炸时的核弹内部，裂变所释放出来的中子会撞击临近的铀原子核并使它们也发生裂变。这样发生裂变的原子数量以指数的速度上升（这也就是所谓的链式反应）。在短短的一微秒内，发生裂变的原子数就可以翻上一百番，也就是将会有数吨的铀原子发生裂变。但是实际上，核弹中的装药不会有这么多，而且在核装药被炸开之前，通常只有数千克的铀发生了裂变反应。核武器设计中的一个关键难题就是如何保证核装药能够保持尽可能长的时间不被炸散。核裂变所释放出来的热量会使铀发生膨胀，使得铀原子的距离变远。这样裂变所释放出来的中子在触发新的裂变之前就飞出核装药的可能性就会大大增加，甚至会导致链式反应停止。
核武器中通常使用的两种裂变物为铀-235和钚-239，它们都是能够通过链式反应来维持裂变的物质，被称为可裂变物质。铀元素最常见的同位素铀-238也可以发生裂变，但是不能直接作为核弹的裂变物。由于铀-238在裂变反应中所释放出来的中子的能量不够，不足以触发新的裂变，因而无法维持链式反应。然而它的裂变仍然可以释放巨大的能量。通常可以使用聚变源所释放的中子使其发生裂变。铀-238在裂变中释放的能量是二阶段热核武器释放的能量的主要来源。

#### 核聚变
由于聚变所释放出来的能量不足以维持高温高压的聚变环境，它一般无法形成链式反应。它产生的中子通常会带走绝大部分的能量。在核武器中，通常使用的聚变反应被称为D-T反应。在高温高压的环境下，氢的两种同位素氘（D）和氚（T）会形成一个氦核与一个中子，同时释放出能量：
2氘 + 3氚 {\displaystyle \to } （4氦，3.52百万电子伏）+（中子，14.06百万电子伏）+ 伽瑪射線
注意，反应中释放出的总能量仅仅是裂变反应的十分之一。但是由于反应物的质量仅仅是裂变反应的十五分之一，单位质量的聚变物质释放出来的能量更为巨大。一千克氘聚变释放出来的能量等於4千克鈾-235的裂變。然而由于主要的能量都被中子所带走，而中子又不带有电荷、质量又与氘氚原子核差距不大，它所带有的能量不会被用来维持聚变反应，也不会产生能够引起冲击波和火焰的X射线。为了利用聚变所释放的能量，在实践中需要将中子源用重金属包围起来，比如铅、铀、钚等等。如果14百万电子伏特的中子被铀原子核（238或235）捕获，将会引发铀原子核的裂变反应，同时释放出180百万电子伏特的能量，能量增加了十几倍。
因此，通常裂变被用来引发聚变，帮助维持聚变，并增大聚变产生的中子携带的能量。注意在中子弹中，我们不需要使用裂变来增加释放能量，这是因为中子弹释放的中子就是我们需要的目标。

#### 生产氚的核反应
第三个需要介绍的核反应可以用来制造氚，因此同样非常重要。氚是使用了聚变的核武器的核心，并且也是核武器中最贵重的部分。氚，也被称为氢-3，包含一个质子和两个中子。自然界中的氚一般是宇宙射线中的高能中子击中了氘原子核，氘核于中子结合生成氚核。而在人工制造的过程中，一般通过用一个中子轰击锂-6原子核，从而产生一个氦-4原子核于一个氚原子核，同时释放出能量，
6锂 + 中子 {\displaystyle \to } 4氦 + 3氚，5百万电子伏
中子由一个核反应堆提供。工业化的将锂-6转为氚的过程于将铀-238转化为钚-239的过程非常相似。在这两个转化过程中，反应物质都放置在一个核反应堆，经过一段时间取出进行处理。在20世纪50年代，核反应堆的容量有限，生产氚和生产钚互为竞争关系。核武器中使用的每一个氚原子都是本应用来生产钚原子的。一个钚原子裂变释放出的能量是一个氚原子聚变所释放出的能量的十倍，因此仅当氚可以补偿生产氚时所浪费的能量的时候，亦即可以触发更多的裂变时，才会在核武器中使用氚，也就是在聚变增强弹中。
然而，一个爆炸的核弹就是一个核反应堆。上面所说的过程可以在二阶段热核武器的第二阶段中同时发生，于是也就在设备爆炸的同时提供了聚变所需要的氚。

在所有这三种类型的核武器中，纯裂变核弹仅使用了第一个核反应，第二个，聚变增强弹使用了前两个，而第三个，二阶段热核武器使用了所有的三个核反应。

### 臨界質量
臨界質量是維持自持或發散的鏈式裂變反應所需要的裂變材料的最小質量。剛好可以產生鏈式裂變反應的組合，稱為已達臨界點。如果減少裂變材料的質量，核裂變的速率會隨時間減少，稱為「次臨界」。處於次臨界的裂變材料不能維持鏈式裂變反應，因為原子間的夾縫太大，中子會從空隙中逃逸。如果增加裂變材料的質量，核裂變的速率會以指數增長，稱為「超臨界」。處於超臨界的裂變材料能產生鏈式裂變反應，但因原子間的距離仍然很大，中子行程較遠，裂變反應間隔時間因而被延長，這時核燃料只會緩慢燃燒，而不會引發核爆炸。如果鏈式反應觸發多個裂變反應同時發生，稱為「即發臨界」，是超臨界的一種。處於即發臨界的組合便會產生核爆炸。內爆式原子彈設計有兩個處於次臨界的同心空心球，內爆將把它們原有的密度至少擠壓得增加一倍，縮短了裂變中子在原子核之間穿行的距離，從而達至即發臨界。
裂變材料的臨界質量取決於材料的成分，如種類、富集度，諸材料的幾何排列、系統的形狀、慢化劑的性質、有否中子反射體，以及反射體的材料及其厚度等，也與臨界質量有關。臨界質量反射層通過反射使中子返回裂變物質中，便能減小臨界質量，並且增加系統的慣性，延長它停留在超臨界狀態的時間。但由於反射中子的行程較長，這使各次裂變反應的間隔時間被延長。中子亦會因在反射層中非彈性散射而造成能量損失，效益因而減弱。因此，要計算反射材料對降低臨界質量的效益，便要考慮反射材料的吸收藏面和散射截面。
臨界體積可以通過方程求出。在鏈式裂變反應進行時，中子的擴散滿足擴散方程，中子的密度下降，同時中子的密度卻會因鏈式反應不斷增加，密度的增加速度是正比於中子的濃度，中子越多則中子密度的增加就越快。因此，在中子的擴散與增殖的此消彼長作用下，物質就會有一個臨界體積，當物質體積大於臨界體積的時候，中子濃度會隨著時間指數增加，引發核爆炸。能夠以最少的物料到達臨界質量的形狀是球形。如果在四周加以中子反射物料，臨界質量可以更少。有中子反射的球形鈾-235臨界點為15公斤左右。钚則為10公斤左右。

## 各種可行的炸彈裝填物

### 源材料及特種可裂變材料
核分裂的鏈式反應只有特定符合條件的物質才能維持，這些符合條件的物質稱為「可裂变物质」。可裂變物質一般都能夠成為核子武器中構成核分裂反應部份的裝填物，例如鈾-232、鈾-233、鈾-235、鈽-239、鈽-241、鋦-242和鋦-248之間的同位素、鋦-250、鉲-249、鉲-251、鋂-242等等。一公斤鈽-239核分裂能產生等同於兩萬一千噸TNT的能量，是鈽彈威力的主要來源。在生產鈽-239時會產生雜質鈽-240，一般而言鈽-240的含量比例要低於7%，才能作為核子武器的源材料。鈾-233可以進行鏈式裂變反應。美國曾在1955年試驗了一枚鈾-233測試彈。他們總結鈾-233核彈是非常強力的武器，但是與同時的鈾鈽核彈相比，它只有少量的可持續技術優勢，特別是純同位素鈾-233難以取得。鋂-242m1的熱中子吸收截面最大，為5,700靶恩，因此維持核連鎖反應所需的臨界質量很低。裸露的鋂-242m1球體臨界質量大約為9至14公斤（不確定性是由於缺乏有關其物質特性的數據）。加上中子反射体後，臨界質量可降至3至5公斤，如果使用水反射体則更低。這樣小的臨界質量有助於製造手提核武器，但由於鋂-242m1的稀少和昂貴，故未能實現。
在武器控制的条约中，特别是禁止生产核武器用裂变物质条约的提案中，可裂变物质通常用来指主要用于核武器中的可裂变物质。这些物质可以维持有爆炸性的裂变链式反应。符合这个定义但不符合通常核物理中定义的物质是镎-237。
一些可行的核聚變燃料及聚變形式包括：
- 氘氚聚变（聚变臨界温度為大約1.0×108 K）
- 氖聚变（聚变臨界温度和密度分別為大約1.2×109 K和4×109公斤/米3）
- 氦聚變
- 碳聚變（聚变臨界温度和密度分別為大約6×108 K和2×108公斤/米3）
- 氫硼融合

氘化鋰-6是熱核武器中的重要核聚變燃料。二階段熱核武器中，第一階段的裂变弹在爆炸時釋放的中子會轟擊鋰-6原子核，從而產生一個氦-4原子核和一個氚原子核，同時釋放出能量。這時氚和氘會進行核融合，進一步釋放能量。氘氚核融合釋放的快中子會進一步激發铀-238的裂变，釋放更多能量，大幅增加炸弹威力。二階段熱核武器中的裝填物氘化鋰一般是氘化鋰-6和氘化鋰-7的混合物，其中只有氘化鋰-6中的鋰-6能夠轉化為氚，然而氘化鋰-7能够在核爆中的高溫高壓轉化成氘化鋰-6，從而成為炸彈燃料。

#### 有關武器級鈾濃度的誤解
雖然只有當铀235含量超过90%才會被称为「武器级浓缩铀」，然而铀235含量只達到10%左右的浓缩铀，只要配合適當的中子源及中子反射體，仍足夠達至即發臨界，引發核爆炸。而要使核爆炸成为可能，至少需要使铀235的浓度达到7%。

### 中子反射體
在一些氫彈設計中，鈹製薄板或薄片會被用作包裹鈈核的中子反射層，因為它有助降低臨界質量。不能維持核分裂鏈式反應的鈾-238也能夠被用於構成炸彈內的中子反射層，其他合適材料還有碳化鎢等高密度的中子反射體。在裂變彈中，以鈽-239制成的炸彈核心的空心位置通常會充入氚氣，氚氣會在爆炸時的高溫高壓下進行核融合，氘氚核融合反應產生的快中子的能量達到14.1百萬電子伏特，可以很有效的使鈾-238和其它不是可分裂物質的超鈾元素發生分裂。此時，以鈾-238構成的中子反射層也會進行核分裂，增加炸彈威力。

### 中子源
鉲-252為強中子放射源，能夠用於核武的點火裝置。

## 制作流程
本章節簡要説明鈾彈的其中一種可能的制作流程。
- 開採
  - 將硝酸注入铀矿阵列井，產生硝酸鈾醯溶液，然後将硝酸鈾醯溶液原地提取出来。

- 萃取純化
  - 硝酸鈾醯溶液在地面工厂萃取純化。

- 轉化（濃縮前）
  - 使純化後的硝酸鈾醯與氨反應，生成重鈾酸銨。
  - 重鈾酸銨加熱至260℃時會分解成三氧化鈾。
  - 三氧化鈾加氫還原得到二氧化鈾。
  - 二氧化鈾與氫氟酸反應生成四氟化鈾。
  - 四氟化鈾與氟進行氧化反應產生六氟化鈾。

- 鈾濃縮
  - 使用氣體擴散法將六氟化鈾濃縮。氣體擴散法的主要技術組件是一層以耐六氟化鈾腐蝕材料製成的多孔氣體擴散薄膜或管狀膜（此為關鍵技術）

- 轉化（濃縮後）
  - 用氫还原將六氟化鈾轉化成四氟化鈾。
  - 用大批量的镁或小批量的钙还原四氟化鈾來实现從四氟化鈾到金屬鈾的轉化。还原反应一般在高于铀熔点（1130攝氏度）的溫度下进行。

- 切割
  - 使用专门设计的金属切割机，將金屬鈾切割成理想形狀。（此為關鍵技術）

- 組裝

## 各項生產技術

### 開採技術
铀的沉积物如沥青铀矿，可以用地质手段勘探发现。这些矿石经过抽样化验以评估能够以合适的成本从矿物中提取的铀的数量。铀储量指的就是能够在指定的成本下开采出来的矿石数量。現時在铀市场中出售的铀精矿一般是八氧化三鈾。
铀矿石可以通过常规的开采手段通过露天或者地下的方式开采。美国的铀矿石通常含有0.05到0.3%的八氧化三鈾。其他国家发现的铀沉积物可能品位更高，储量也比美国的大。某些铀矿的铀含量也可能非常低，仅百万分之50至百万分之200。通过合适的技术，这些含量很低的铀矿也有开采价值。
- 浸取：最常見的鈾礦開採方法。这种技术首先通过规则排列的阵列井将铀矿石原地提取出来，随后通过地面工厂将铀萃取出来。
- 常規開採：傳統的礦石開採方法，使用磨機將礦石磨成顆粒。
- 海水回收：從海水中提取鈾。每升海水含有3.3微克的鈾。

### 同位素分離技術

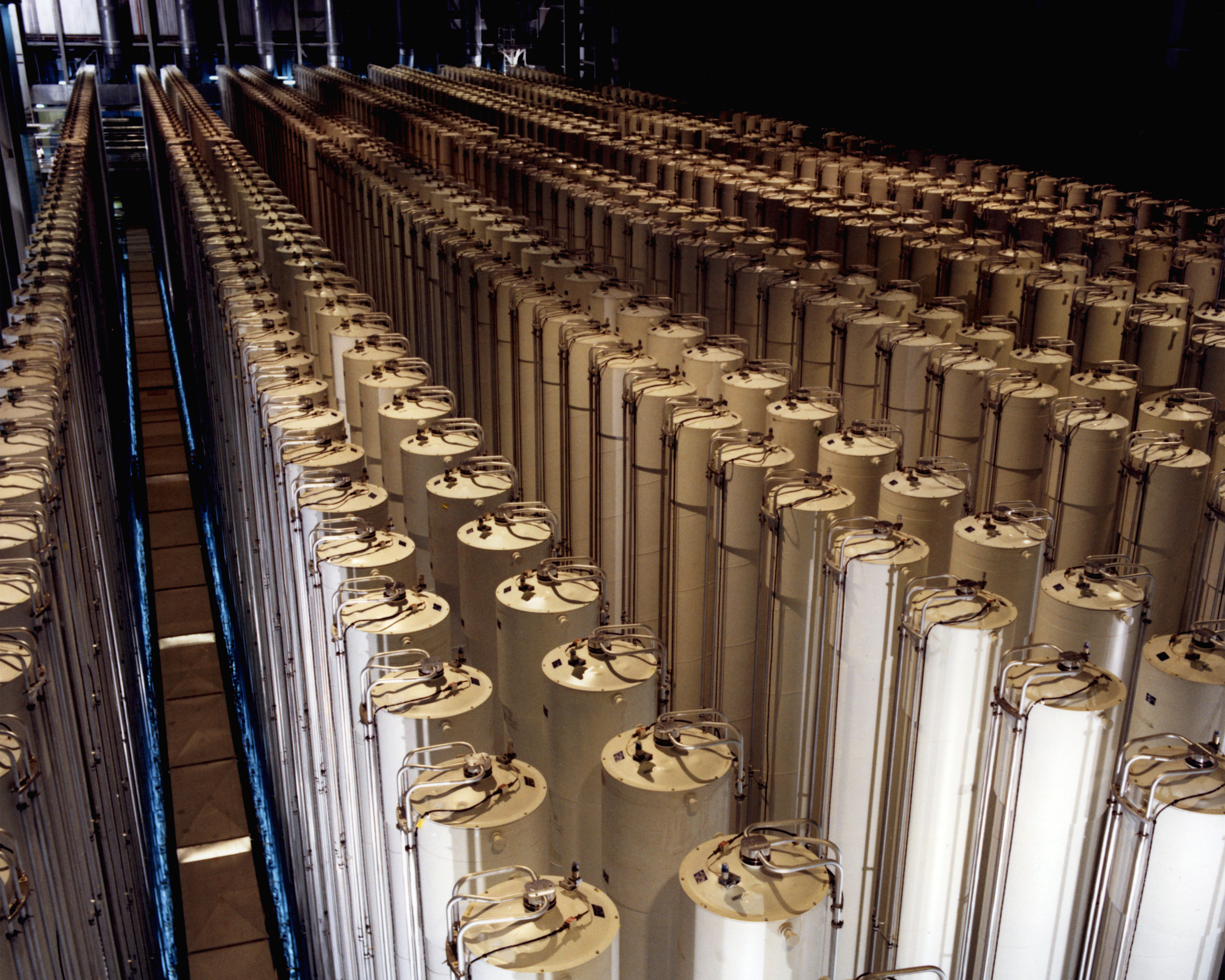
1984年，美国俄亥俄州派克顿的气体离心机级联，用于生产浓缩铀。每台离心机的高度约为12米。如今使用的常规离心机体积更小，高度不到5米。

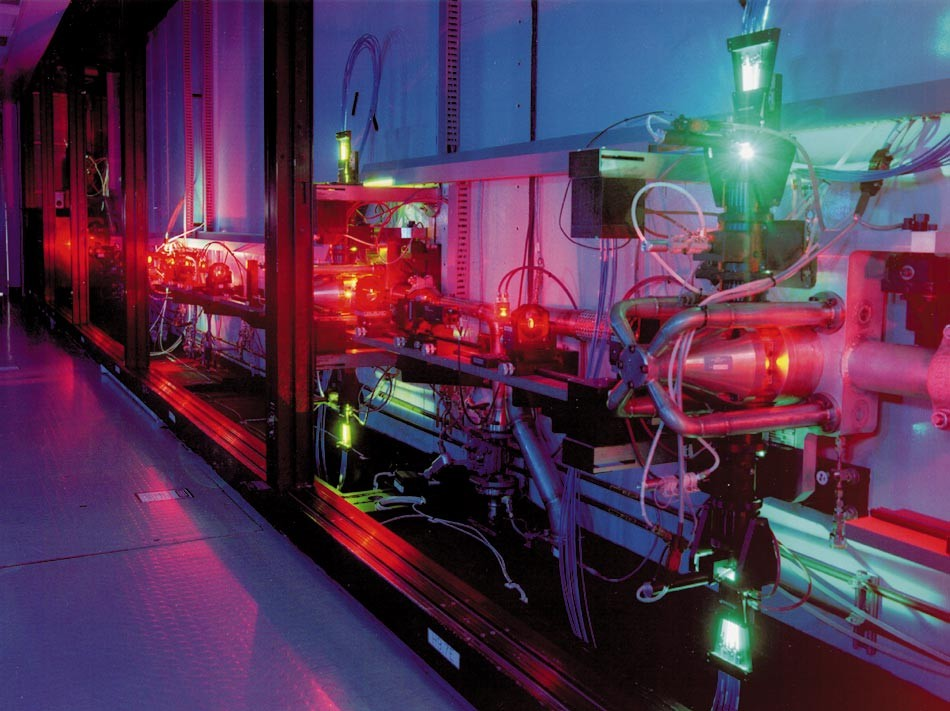
勞倫斯利佛摩國家實驗室内的一套原子蒸气激光同位素分离装置。图中发出绿光的装置为铜蒸气泵浦激光器，它作为泵浦能量源驱动精密调谐波长的染料激光器（橙色光束）

同位素分離是核武器材料製造的關鍵技術。铀同位素需要被分离以提供浓缩铀作为核反应堆的燃料或者用于核武器中氢同位素需要被分离以提供重水作为核反应堆中的中子减速剂锂-6需要被提纯以应用于热核武器中。
- 氣體擴散法：從六氟化鈾氣體中提取濃縮鈾（鈾-235含量較高的鈾材料）
- 氣體離心法：從六氟化鈾氣體中提取濃縮鈾
  - 喷嘴型同位素分离
  - 涡流型同位素分离

- 早期質譜分離法：一種早期的鈾濃縮方法，從溴化鈾中提取極微量的濃縮鈾。
  - 電磁同位素分離法：從四氯化鈾中提取濃縮鈾

- 激光分離法
  - 分子激光同位素分離（MLIS）
    - 浓缩铀：用具有特定能量的激光束射击氯化鈾，把鈾-235與氯之間的分子鍵斷開，但保留鈾-238與氯間的鍵合。鈾-235便能以金屬態從溶液中沉澱分離出來。另外也可以用红外激光来照射六氟化铀气体，并将那些包含有铀-235原子核的分子激发。第二个激光可以将一个氟原子从被激发的分子中释放出来，形成五氟化铀，而这种物质可以从气体中沉淀出来。由于这种方法的产物五氟化铀必须重新被氟化成六氟化铀才能进行下一级提纯，这种方法很难以被多极化。这种方法如今正在被改进，以使得仅仅通过一级就可以将铀-235的浓度提升至95%。这个方法目前仍无法工业化。

  - 原子蒸氣激光同位素分離（AVLIS）
    - 浓缩铀：用可調激光器射击氯化鈾，分離鈾-235。激光被调整为某一个适当的波长使得核原料中仅仅某一中同位素可以被激发和电离。同位素对光的共振吸收与原子核的质量和某种电子与原子核间超精细作用有关，因此可以通过精确调节激光的波长使其仅与某种特定的同位素发生作用。原子核电离以后，它可以通过施加一个外加的电场从样品中移除。與其它方法相比，这种方法更容易被隐藏，因此在核扩散领域内引起广泛关注。这种方法中使用的可调谐激光，包括染料激光和激光二极管。[113][114]

  - 激光激發同位素分離（SILEX）：第三代的激光同位素分離技术。由澳大利亚的西勒克斯系统公司（Silex Systems）开发。
    - 浓缩铀：使用六氟化铀作为原料，在同位素被电离以后使用磁场将其分离出去。

  - 同位素選擇性活化的化學反應同位素分離（CRISLA）

### 輻照核燃料后处理技术
輻照核燃料后处理技术是指把經輻照後的核燃料中的鈈和鈾，從強放射性裂變產物及其他超鈾元素中分離出來的技術工藝。

#### 分離技術
- 有機溶劑水相萃取
  - 鈈鈾萃取法（普雷克斯過程）：目前的標準輻照核燃料後處理技術。將輻照燃料溶解在硝酸中，接著通過利用磷酸三丁酯與一種有機稀釋劑的混合劑的溶劑萃取法分離鈽和鈾和分裂產物。鈽元素通常是在核子反應爐中生產，以正在進行核分裂的鈾-235所䆁放出的中子碰撞鈾-238得出鈾-239，經過兩次分別維期23.5分鐘和2.3565天的β衰變後，最終形成鈽-239。此時這些鈽產品和其他超鈾元素混合在一起，要通過普雷克斯流程從反應爐中的鈾中分離出來，才能裝填在炸彈內。鈾-233亦能以相似的方式製作，釷-232在吸收中子後會轉化為鈾-233。
    - 鈾萃取法
    - 超鈾元素萃取法
    - 二酰胺萃取法
    - 選擇性錒系元素萃取法
    - 通用萃取法

  - 電化學方法

- 焦化處理法：焦化處理是許多高溫再處理方法的總稱。這些方法也使用溶劑。但與水相萃取不同，本法的溶劑一般是熔鹽，比如氯化鋰-氯化鉀混合鹽或者氟化鋰-氯化鈣混合物；也可以是熔融金屬，諸如鎘、鉍和鎂。工藝中一般會用到電解精煉、蒸餾以及溶劑萃取步驟。焦化處理方法目前應用不多。美國阿貢國家實驗室等研究機構一直在開展這方面的研究。
  - 電解法
    - 焦化-A和焦化-B法

  - 氧化揮發法
  - 熱揮發
  - 氟化揮發法
  - 氯化揮發法

- 已不再使用的分離方法
  - 磷酸鉍過程：一種早期的分離技術
  - 氧化-還原法
  - 2,2'-二（正丁基氧基乙基）醚（Butex）萃取法

#### 後處理轉化及生產系統
- 從硝酸鈈到氧化鈈：將硝酸鈈溶液轉化成二氧化鈈。
- 從氧化鈈到金屬鈈：用強腐蝕性氟化氫使二氧化鈈氟化，產生氟化鈈，然後用高純度鈣金屬使氟化鈈還原，產生金屬鈈和氟化鈣渣。

### 核燃料元件制造技術
核燃料元件制造技術是指加工核材料的技術工藝。四氟化钚、乙酸铀酰、硝酸铀酰、八氧化三鈾等都屬於核材料。

### 材料轉化技術
- 轉化粗鈾、鈾濃縮物
  - 從粗鈾到重鈾酸鈉的轉化：將瀝青鈾礦粉碎後與硫酸和硝酸混合，其中的鈾溶解後轉化為硫酸鈾醯，加入氫氧化鈉使之沉澱為重鈾酸鈉。
  - 從粗鈾到六氟化鈾的轉化：將磨碎鈾礦溶於硝酸，產生硝酸鈾醯溶液。萃取純化後，使硝酸鈾醯與氨反應，生成重鈾酸銨。重鈾酸銨加熱至260℃時會分解成三氧化鈾。三氧化鈾加氫還原得到二氧化鈾，再與氫氟酸反應生成四氟化鈾。四氟化鈾與氟進行氧化反應產生六氟化鈾。
  - 從鈾濃縮物到三氧化鈾的轉化：用硝酸溶解鈾浓縮物，用磷酸三丁酯之类溶剂萃取纯化的硝酸铀酰；然后，通过硝酸铀酰浓缩和脱硝产生三氧化鈾，或用气态氨中和产生重铀酸铵，接着通过过滤，干燥和煅烧转化为三氧化鈾。

- 轉化鈾的氧化物
  - 從三氧化鈾到二氧化鈾的轉化：用裂解的氨气或氫气还原三氧化鈾來實現。
  - 從三氧化鈾到六氟化鈾的轉化：直接通過氟化实现，该过程需要一个氟气源或三氟化氯源。
  - 從三氧化鈾到四氯化鈾的轉化：使用氫來把三氧化鈾變成二氧化鈾，再和四氯化碳進行反應，生成四氯化鈾。四氯化鈾較六氟化鈾容易控制，缺点是易潮解，因此操作必須在用五氧化二磷保持乾燥的手套箱中進行。
  - 從三氧化鈾到四溴化鈾的轉化：用三氧化鈾和四溴化碳在165℃反應得到四溴化鈾。
  - 從二氧化鈾到四氟化鈾的轉化：用氟化氫气体在300-500攝氏度与二氧化鈾反应來实现。
  - 從鈾的氧化物到五氯化鈾的轉化：將氧化鈾和四氯化碳在高溫高壓條件下進行反應，得到的產物是五氯化鈾和光氣。

- 轉化鈾的氟化物
  - 從六氟化鈾到二氧化鈾的轉化
    - 用氢气和水蒸气将六氟化鈾还原并水解为二氧化鈾。
    - 通过溶解在水中而将六氟化鈾水解，然后加入氨沉淀出重铀酸铵，接着可在820攝氏度用氫气将这种重铀酸盐还原为二氧化鈾。
    - 将气态六氟化鈾、二氧化碳和氨通入水中，结果沉淀出碳酸铀酰铵。在500-600攝氏度，碳酸铀酰铵与水蒸气和氫气发生反应，生成二氧化鈾。

  - 從六氟化鈾到四氟化鈾的轉化：用氫还原实现。
  - 從四氟化鈾到六氟化鈾的轉化：用氟气在塔式反应器中与四氟化鈾发生放热反应來实现。使流出气体通过一个冷却到-10攝氏度的冷阱把热的流出气体中的六氟化鈾冷凝下來。该过程需要一个氟气源。
  - 從四氟化鈾到金屬鈾的轉化：用大批量的镁或小批量的钙还原四氟化鈾來实现。还原反应一般在高于铀熔点（1130攝氏度）的溫度下进行。

### 反應堆及反應堆用非核材料制造技術
核反應堆的堆芯是一個能承受一次冷卻劑的工作壓力的壓力容器，冷卻劑選用導熱性強的液態金屬鈉，並用專門設計的泵使之循环，泵必須精密密封防止冷卻劑渗漏。其他部件包括控制棒導管、熱屏蔽層、檔板、堆芯栅格板、擴散板等。反應堆設有專門設計的燃料裝卸機，能進行停堆裝料操作。堆中的控制棒能控制反應堆的反應速率，使用能夠吸收中子的物料製成。反應堆用的一次冷卻劑的壓力管工作壓力超過740磅/平方英寸。反應堆鋯管選用鉿與鋯之重量比低於1:500的鋯金屬和合金。反應堆用的石墨純度要高於百萬分之五硼當量，密度要大於1.5克/立方厘米。
鈽最大生產率每年不超過100克的反應堆稱為「零功率反應堆」，由於此類型反應堆遠遠不足以制造核武，因此其出品不受監管。

### 重水、氘、氚化物生產技術
- 重水生產：可以以水-硫化氫交換法或氨-氫交換法生產。
  - 水-硫化氫交換法：基於在一系列塔內（通過頂部冷和底部熱的方式操作）水和硫化氫之間氫與氘交換的一種方法，在此過程中，水向塔低流動，而硫化氫氣體從塔底向塔頂循環。使用一系列帶孔的塔板促進琉化氫氣體和水之間的混合。在低温下氘向水中迁移，而在高温下氘向硫化氫中迁移。氘被浓縮了的硫化氫氣体或水从第一級塔的热段和冷段的接合处排出，并且在下一級塔中重复這一過程。最後一級的产品是氘浓縮至高達30%的水，會被送入一個蒸餾單元以制备反应堆級的重水（99.75%的氧化氘）。
  - 氨-氫交換法：在催化劑存在下通過同液态氨的接触从人造气中提取氘。人造气被送進文換塔，而后送至氨转换器。在交換塔内气体从塔底向塔顶流动，而液氨从塔顶向塔底流动。氘从人造气的氫中洗涤下來并在液氨中浓集。液氨然后流入塔底部的裂化器，而气体流入塔顶部的氨转換器。在以后的各級中得到进一步浓缩，最后通过蒸馏生产出反应堆级重水。人造气进料可由氨厂提供。而这个氨厂也可以结合氨-氫交換法重水厂一起建造。氨-氫交換法也可以用普通水作为氘的供料源。

- 氘化鋰生產：可通过锂金属与氢反应製備，由700攝氏度高溫燃燒鋰-6和氘氣（重氫）提取：[115] 2 锂 + 氢2 → 2 氘化鋰。

## 武器設計和構造
設計核武器需要考慮物理上、化學上以及工程上的各種因素。
- 裂变武器
  - 槍式
  - 內爆式
- 聚变增强裂变武器
- 多阶段热核武器
  - 泰勒-烏拉姆構型
  - 于敏構型
  - 薩哈羅夫千层饼構型（Sloika）
  - 汤姆-迪克-哈利構型

## 試驗

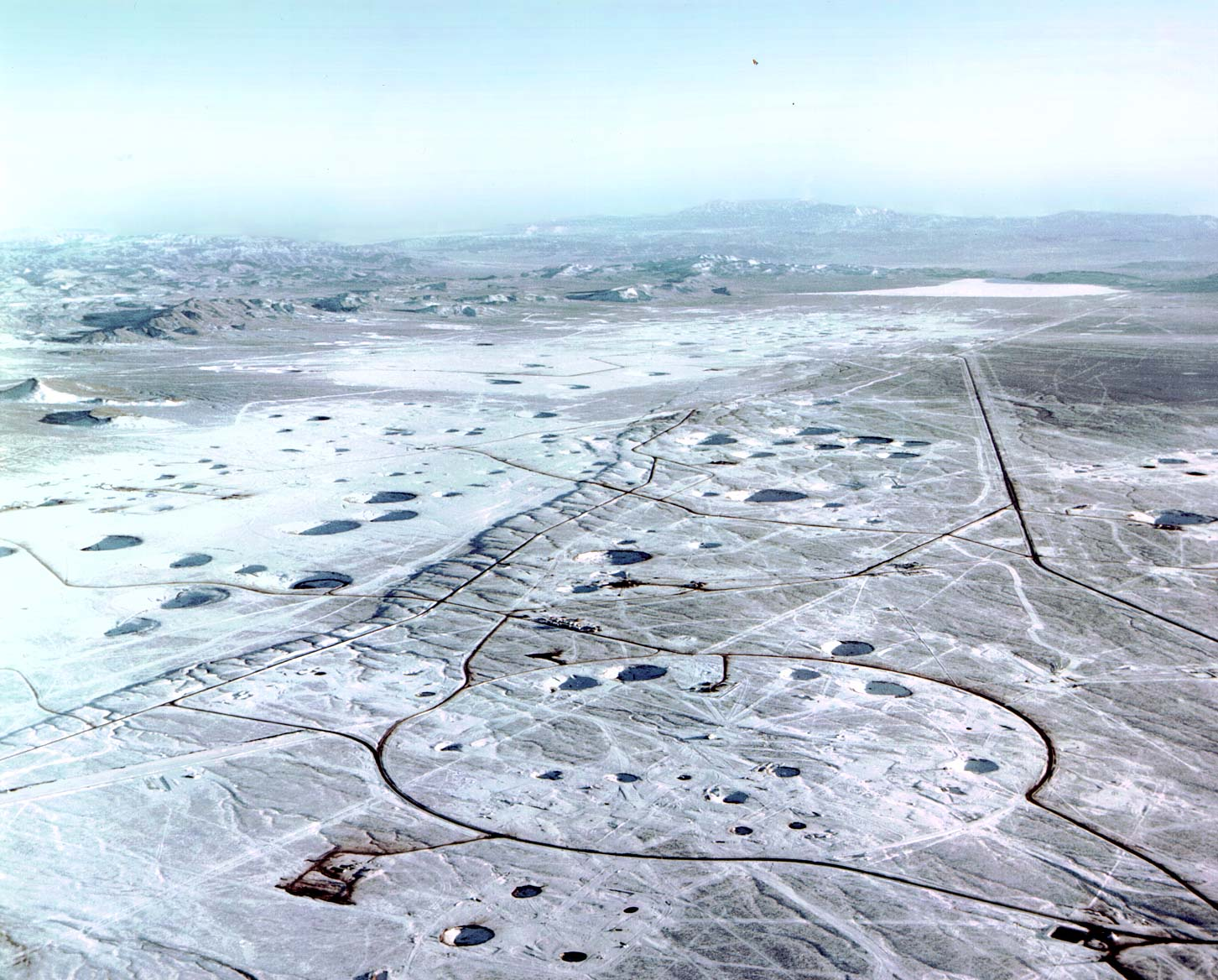
丝兰平地上的弹坑，美國內華達試驗場。

核試驗主要目的是鉴定核爆炸装置的威力及其他性能，验证理论计算和结构设计是否合理，为改进核武器设计或定型生产提供依据；在核爆炸环境下研究核爆炸现象学和各种杀伤破坏因素的变化规律；研究核爆炸的和平利用等。1996年9月全面禁止核试验条约在联合国大会通过后，仅印度、巴基斯坦和朝鲜三国进行过核试验。
據統計，地球上已記錄到約2095次核試驗。美國1093次，其中200次為大氣層核試驗（72次地面、11次高空、81次中空、36次水面）、5次水下、888次地下核試驗。蘇聯進行715次核試驗，其中大氣層212次、水下3次、地下核試驗500次。法188次、中45次、英43次、印6次、巴基斯坦6次、朝鮮6次。

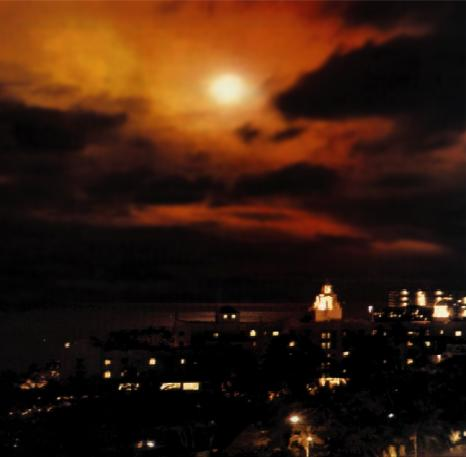
1962年7月9日（UTC-11），美國在強斯頓環礁上空引爆的核彈「海星总理」，當量140萬噸，是魚缸行動高層大氣核試的一環。爆炸的強光可從美國夏威夷州檀香山望見。

## 引爆前的安全性
由于低当量的核弹头也拥有毁灭性的破坏能力，武器设计人员永远需要考虑到需要使用某种方式和操作流程以避免偶然地爆炸。核子武器在引爆以前必須維持在次臨界。以鈾核彈為例，可以把鈾分成數大塊，每塊質量維持在臨界以下。引爆時把鈾塊迅速結合。投擲在廣島的「小男孩」原子彈是把一小塊的鈾透過鎗管射向另一大塊鈾上，造成足夠的質量。這種設計稱為「鎗式」。鈽核彈不能以這種方法引爆。第一枚鈽原子彈「胖子」的鈽是造成一個在次臨界以下的中空球狀。引爆時使用包圍在四周的炸藥把鈽擠壓，增加密度及減少空間，造成即發臨界。這種設計稱為「內爆式」。
另外在研發期間也有其他安全問題需要注意，曼哈頓計劃期間的1944年9月2日，两名化学家便因被高腐蚀性氢氟酸溅到而死亡，阿诺德·克拉米什重伤濒死。当时他们正在清理一个浓缩铀的装置，该装置是位于费城海军船坞的热泳试验工厂的一部分。是次事件是曼哈顿计划首次有人员伤亡的事故。此外，美國物理學家哈里·K·達格利恩在洛斯阿拉莫斯國家實驗室一次臨界質量實驗中意外的受中子輻射照射，導致他在25天之後死亡。

## 種類
主要包括核分裂武器（第一代核武，通常稱為原子彈）和熱核武器（亦稱為氫彈，分為兩級及三級式）。亦有些還在武器内部放入具有感生放射的輕元素，以增大輻射強度擴散汙染，或加強中子放射以殺傷人員（如中子彈）。
除此以外，核武器還可以根據用途而細分為戰略核武器及戰術核武器，前者是一般意義上的核武器範疇，為大當量的核武器和遠射程，後者則屬於小當量和近射程。其中，後者可用於戰爭前線。戰術核武器的概念以及發展相對戰略核武器為遲緩，是在第二次世界大戰以後多年才逐步形成的，而戰術核武器需要對核能技術的要求亦較高以及複雜，其前提是要擁有戰略核武器。

### 核裂變武器
裂變核武透過單純的核分裂釋放能量。重核子如鈾或鈈在中子衝擊下發生核分裂，分裂成為較輕的核子，同時釋放更多的中子，造成連鎖反應。傳統上裂變核武稱為原子彈。和中子彈的用途一般，現在純粹的核裂變武器，通常僅用來制造低當量和小型的戰術核武器，如大衛克羅無後座力砲等。
- 鈾彈：使用化學炸藥，把在臨界質量以下的鈾-235或鈾-233擠壓成超越臨界質量的一塊，然後在中子照射下產生連鎖反應，最後達致即發臨界，引發核爆炸。起爆的方式可分為鎗式和內爆式。美國第一枚投擲在日本廣島的核武小男孩為鎗式起爆的鈾彈。每一磅的鈾-235分裂時可放出大約3,700百億焦耳的能量，約為82太焦耳／公斤（TJ/kg）。一般的連鎖反應只維持一微秒（μs），功率約為82艾瓦／公斤（EW/kg），或每原子200百萬電子伏／秒。

- 鈈彈：使用鈈代替鈾彈中鈾-235，投擲在長崎的胖子為內爆式起爆的鈈彈。

### 熱核武器
- 加強型裂變武器（或稱加強型原子彈或聚變助爆原子彈，為熱核武器的雛型）：雖然名為「原子彈」實和中子彈同為為廣義熱核武器一種，指雖然像典型氫彈般有聚變材料作為核爆增強劑，但聚變的主要作用是提供足夠中子，給裂變材料的分裂反應更為完全，意味所需的聚變材料較少，所以較一般氫彈小巧。本類的原意是作為氫彈的技術驗證，後來通常此設計是用於小型的戰略級核彈和可調節威力的核彈，因威力雖然遜於典型氫彈卻勝在較緊湊。有人認為印度和朝鮮所說自己的氫彈，只是加強型原子彈。

- 氫彈：聚變核武透過核聚變釋放能量。輕核子如氫或氦結合成較重的元素，同時釋放大量的能量。使用聚變過程的武器亦常被稱為氫彈，因為氫是聚變的常用材料。聚變核武有時亦稱熱核武器，因為它們的連鎖反應需要更高的NANI溫度啟動。一般的氫彈會先引爆作為前級的裂變彈，造成足夠的溫度及壓力，之後的後級聚變才會開始。後級可以無限制地連鎖起來，製成比普通裂變強力很多的核武。目前只有美、俄、英、中、法五國承認擁有使用與生產氫彈的能力。印度在1998年5月進行的核試驗中試爆了帶熱核裝置的核彈，目前可能擁有氫彈。朝鮮亦在2016年1月6日宣佈氫彈試爆成功，但未獲承認。2017年9月3日，朝鮮可能成功製造出氫彈核試驗。現代的核武通常結合兩種核反應：聚變需要先以裂變產生足夠的溫度及壓力啟動；同時裂變在聚變開始後效率會得到提高。故此部分核武是三級設計：最先在外圍第一級先用核裂變，造成聚變條件。中部第二級聚變發生後，再引起彈頭中心的第三級的第二次裂變反應，造成裂－聚－裂反應的三級核彈，是現在最大破壞性的武器。此核彈稱為三相彈、氫鈾彈、三級效應超級炸彈或骯臟的氫彈。

- 中子彈：一種小型的熱核武器。武器內的X射線反射鏡及彈殼以鉻或鎳製成，讓聚變中產生的中子離開彈體。高能量的中子流比其他放射更具穿透能力。一般能阻隔伽傌射線的物料要很厚（如一公尺厚的鋼板）才可以抵擋中子流，所以不適用機動兵器，唯一可以反射的鈹又有毒。因為只有水和電解質才能吸收中子，而生物中含大量水份，所以中子流對生物產生的傷害比伽傌射線更大。原先製造中子彈的目的，是希望可以殺人而不毀物（被戲稱為「業主炸彈」或「房貸積欠款炸彈」：能殺死屋內的人，但房子無損），而理論上最有效的是對付坦克，因為當時前蘇聯的坦克不只是數量遠比美國和全西歐總和還多，更大部分已經改裝了防止吸入放射塵空氣過瀘設備，故美國放棄了以放射塵而是中子流作為對蘇軍的主要威脅手段。中子彈所產生的熱能及衝擊波被故意減低，而中子流則被加強。但中子彈的熱及火仍然會對建築物造成嚴重的損毀。所謂「殺人不毀物」只是相對其他熱核武器。中子彈所加強的放射，只限於引爆的一刻，與感生放射核彈的長期放射有所不同。特徵是致命的放射線的範圍對於人來說比爆風和熱光大，而在肉眼看來各種效應非常像小型的原子彈，難以分別離爆心的安全距離，所以對人來說非常危險的。其實蘇聯已經發明了一種坦克裝備的複合反射層，能大大減輕中子流的效果，但因為不可能全車都有同等的厚度，所以中子彈仍然有很大的威脅性。

- 衝擊波彈：一種小型氫彈，採用了慢化吸收中子技術，減少中子活化，削弱其爆炸後輻射的作用，部隊可以迅速進入爆炸區投入戰鬥，是一種戰術核彈。

### 其他
- 髒彈：指具有放射性、非核武器的武器。它裝填著放射性材料，爆炸的時候將放射性物質拋射散布，造成相當於核放射性塵埃的汙染，造成災難性的生態破壞。自九一一事件之後，西方政府最主要擔心的一個就是恐怖分子可能利用髒彈襲擊人口稠密區，作為區域封鎖武器，就像其他更高級、更復雜的放射性武器，可以將這個地區在以後的數年或十幾年中，退化為不適合人類居住的放射性地區。然而大多數的分析人士認為，骯髒彈的作用更主要體現在心理方面，而它所造成的汙染雖然可以以有效的凈化措施來治理，但所需要付出很大的代價。

- 鈷彈：利用感生放射性的核武，原理是在彈殼使用鈷元素。如下反應式聚變釋放的中子會令鈷變成鈷60外加強烈輻射。[118]59
27Co
 + n → 60
27Co
 → 60
28Ni
 + e− + 伽玛射線。約五年內在當地釋放強烈伽玛射線，除了使用鈷外，亦可使用金造成維持數天汙染，或用鋅及鉈造成維持數月的汙染，戰術上讓人無法進入該地區，並造成民眾恐慌，已知的核武國沒有承認有生產鈷核彈。[119]

- 伽瑪射線彈：原理類似一座無防護層的裂變反應堆，所以不會發生一般意義上的爆炸，只放出大量伽瑪射線；儘管各種效應不大，也不會使人立刻死去，雖然能造成持久的放射線，但不一定會汙染土地，能有效迫使敵人離開。

- 核電磁脈衝彈：經過改造的核彈，減弱了衝擊波與核輻射效應，增強了電磁脈沖效應（利用康普頓散射、光電效應等原理），利用在大氣層以上的核爆炸，產生大量定向或不定向的強電磁脈衝，基本上對人體無害，但可使電器（或金屬）急速升溫燒毀。

## 當量比較
以下是核武器當量和傳統炸藥當量的比較。常用同等爆炸威力的三硝基甲苯（TNT）的質量來衡量核武器的威力
| 代碼 / 名稱                   | 國家           | 類型                | 當量（千噸） | 備註                                                                    |
| ----------------------------- | -------------- | ------------------- | ------------ | ----------------------------------------------------------------------- |
| W54                           | 美国           | 核分裂彈            | 0.02         | 可變當量。質量僅23kg，美國投放的最輕量級的核彈                          |
| Mark 1 （小男孩）             | 美国           | 槍式鈾235核分裂彈   | 13           |                                                                         |
| Trinity （小工具）            | 美国           | 內爆式鈽239核分裂彈 | 20           | 史上第一枚核子裝置                                                      |
| Mark 3 （胖子）               | 美国           | 內爆式鈽239核分裂彈 | 22           |                                                                         |
| РДС-1（第一閃電）             | 苏联           | 內爆式鈽239核分裂彈 | 22           | 苏联第一枚核试验武器                                                    |
| 596（邱小姐）                 | 中华人民共和国 | 核分裂彈            | 22           | 中华人民共和国第一枚核试验武器                                          |
| Mark 90                       | 美国           | 核分裂彈            | 32           | 內爆式鈽239核分裂彈                                                     |
| Mk 101 Lulu                   | 美国           | 加强核分裂彈        | 23           |                                                                         |
| W76-0                         | 美国           | 熱核弹              | 100          | 8枚裝備在三叉戟一型飛彈上                                               |
| B61                           | 美国           | 熱核彈              | 0.3-340      | 可變當量                                                                |
| W87                           | 美国           | 熱核弹              | 300          | 10枚裝備在和平衛士飛彈上                                                |
| РДС-6с （页面存档备份，存于） | 苏联           | 熱核彈              | 400          | 苏联第一枚氢弹。世界上第一颗适合实际军事使用的氢弹                      |
| W88                           | 美国           | 熱核弹              | 475          | 8枚裝備在三叉戟II型彈道飛彈上                                           |
| 639                           | 中华人民共和国 | 熱核彈              | 3,310        | 中國第一枚氫彈                                                          |
| IVY MIKE（常春藤麦克）        | 美国           | 熱核彈              | 10,400       | 世界上第一枚氢弹，是美国常春藤行动核试验中试爆的第一颗氢弹。            |
| Mark 21                       | 美国           | 熱核彈              | 15,000       | 美國最大當量的測試彈頭，設計為5,000千噸當量，因技術出錯而超出預期當量。 |
| B41                           | 美国           | 熱核彈              | 25,000       | 美國裝備部隊的最大當量彈頭，由B-36攜帶，1957年退役                      |
| АН602（沙皇炸彈）             | 苏联           | 熱核彈              | 50,000       | 苏联最大當量的測試彈頭，設計當量最大可達100,000千噸                     |

## 能量釋放的形式
|          | 普通 | 中子弹 |
| -------- | ---- | ------ |
| 冲击波   | 50%  | 40%    |
| 热效应   | 35%  | 25%    |
| 核辐射   | 5%   | 30%    |
| 残留辐射 | 10%  | 5%     |

一個核子武器的能量主要透過五種形式放射出來：衝擊波、熱輻射、原始粒子輻射、核電磁脈衝和殘留放射性（放射性塵埃）能量以何種形式被釋放還要仰賴武器的設計以及爆炸時的環境。放射性塵埃的能量釋放是持續的，而其他四種都是立即的短暫的爆發。
這最初四種形式釋放的能量根據炸彈的尺寸而有區別。熱輻射形式相對於距離衰減最緩慢，所以越是大當量的核彈，這種形式就越顯得重要。粒子輻射被大氣強烈吸收，所以他只在小威力的爆炸中體現出重要性。而沖擊波效應的衰減，是介於上述二者之間的。
在爆發的一瞬間，核裝藥在一微秒內達到平衡溫度。在這一時刻，大約75%的能量都以熱輻射形式，特別是以軟X射線的形式存在，而其他的殘余能量則都表現為武器碎片的動能。接下來，這些軟X射線和碎片怎樣與周圍媒質作用就成為沖擊波和光以及粒子之間怎樣分攤能量的決定因素。總的來說，若是在爆心周圍物質很密集，那麽它們將非常有效的吸收能量，沖擊波的強度將會被加強。
當爆發在接近海平面的大氣中進行時，絕大多數的軟X射線將在數英尺內被吸收。一些能量轉而形成紫外線、可見光和紅外波段的輻射，但更多的被用來加熱空氣，形成火球。
在高空的爆發中，由於空氣密度的降低，軟X射線更趨向於行走更長的距離，在它們終究被吸收後，只有更少量的能量用來推動沖擊波（海平面的50%或更少），而剩余的都轉化為其他形式的熱輻射。

### 沖擊波
核彈的主要的破壞力來自於沖擊波效應。絕大多數的建築（除特別加固和抗沖擊結構的工事），將受到致命的摧毀。沖擊波的速度將超過超音速的傳播，而他肆虐的範圍會隨著核武器當量的增加而增加。兩種相似又不同的現象將隨沖擊波的到來而產生：
- 靜態超壓：沖擊波帶來的壓強急速升高，任何給定點的靜態超壓正比於沖擊波中的空氣密度；
- 動態壓強：即是被形成沖擊波的疾風拉扯的效應，疾風會推動、搖晃和撕裂周圍的物體。

大多數核武器空爆造成的破壞就是由靜態超壓和動態的疾風合成的效果。較長時間的超壓拉動建築結構使其變得脆弱，這時吹來的疾風再一舉將其摧毀。壓縮、真空和拉扯效應總共會持續若干秒鐘，或者更長。而這裏的疾風比世界上任何可能出現過的颶風都要更加兇猛。

### 熱輻射
核武器的爆炸會伴隨有大量的電磁波輻射爆發，分布在可見光波段，及紅外的和紫外的波段上。主要的傷害機制是造成灼傷及對肉眼的傷害。在晴朗的天氣下，作用範圍可超過沖擊波。輻射光的能量是如此之強，它可以在沖擊波留下的廢墟中再制造一場大火。而熱輻射所作用的範圍，隨武器當量的增加而顯著地增長。
由於熱輻射線是以直線傳播的，所以任何不透明的物體都可以成為有效的壁壘阻止其傳播。但是，如果空氣中有霧氣，這些小水珠可以散射輻射線使其向四面八方傳播，於是所有的壁壘都會顯著地喪失作用。
當熱輻射線作用於一個物體時，部分的能量會被反射，部分被傳導和轉化掉，而剩下的會被吸收。吸收的比率取決於物體的特性和顏色。一個薄片狀的物體可以將大部分的能量傳導掉，同時淺顏色的物體可以反射許多輻射，它們受到的傷害都會小一些。對輻射線的吸收造成溫度在表面的迅速升高，例如木材、紙張、織物等都會被點燃和烤焦。如果恰好這種物質是不良導體，那麽加熱現象只會在表面產生。
事實上，物質是否被點燃還仰賴於熱輻射持續的長短，物質的厚度和包含的水分。在近距離上，所有的物質都會被加熱蒸發，而在最遠的距離上，只有最容易點燃和最脆弱的物質才會受到傷害。火災並不一定只是熱輻射線產生的，沖擊波造成的混亂氣流，也可能誘發大火。在廣島原爆中，就有一場空前巨大的火災，持續了20分鐘。火焰加熱空氣使其上升，周圍的空氣填補這一真空，造成持續的指向爆心的強風。然而這種現象並不是核爆炸所特有的，在二戰的大轟炸中，大量的燃燒彈或經常發生的森林火災中的烈焰也能造成大風。

### 電磁脈沖
γ射線透過康普頓散射效應將電子反沖加速，得到高能的電子。這些電子被地磁場捕捉，在地表以上20到40公裏的高度上產生共振。周期性振動的電子即可產生連續的電磁脈沖（EMP），持續大約1毫秒。下一個持續大約1秒數量級的效應是，大量的長條形的金屬物體（如電纜），在電磁波通過時會像天線一樣工作並產生高壓。這些強大的短暫的高壓，可以摧毀未經屏蔽保護的電子設備甚至是電線本身。但這種可怕的電磁脈沖對生物的影響人們卻不甚了了。另外灼熱的空氣破壞了電離層，也會使無線電通訊受到影響。
唯一能夠保護電子設備不受脈沖摧毀的措施是將其完全包裹在良導體內，或別的形式的法拉第籠內。當然，對於無線電通訊設備來說這是不可能的，因為它將收不到任何訊號。最大當量的核彈被用來實現大面積的，甚至是洲際範圍的電磁轟炸。

### 原始粒子輻射
核彈空爆中，以最原始的粒子和γ射線形式輻射掉了。裂變彈和聚變彈的中子輻射有很大不同。然而γ輻射的結構，無論是在這類爆炸式的核反應中，還是短半衰期的物質衰變中都是類似的。核反應粒子輻射隨距離衰減快的原因，一個是它們的散布面積正比半徑立方，強度即正比半徑立方的倒數，一個是它們被大氣強烈地吸收和散射。
粒子輻射的結構也與距離有關，在近爆心的地點，中子輻射強於γ輻射，但隨著距離的增加，中子-伽瑪比將減小。最終，中子成分與γ成分相比即可忽略。要注意的是，上述的這些距離，並不隨爆炸當量的增加而有十分顯著的變化。因此，越大當量的爆炸中，原始粒子輻射的效果就越不顯著。在大塊頭的核彈中，譬如大於50kt，沖擊波和熱輻射的威力使得粒子輻射機制相形見絀，以至於被忽略。

### 輻射塵
剩余的放射性物質透過兩種效應造成殺傷力：輻射塵和中子感應機制，剩余粒子放射線從下列物質中產生：
- 裂變產物。裂變產物是由鈾或鈈在裂變反應中產生的中等質量的同位素。在裂變反應中，實際上產生的產物有超過300種。大多數是放射性的，且半衰期的長短不一，區別很大。短則幾分之一秒，長則在數年內都有致命的放射性。它們衰變的經典機制是釋放β和γ射線。1千噸的當量中，有大約60克的放射性裂變產物。引爆一分鐘之後，裂變產物的放射性等同於3千萬公斤的鐳同時衰變，也就是大約1.1澤它貝可。
- 未裂變的裝藥。裂變物質的利用，在核武器中可謂是很不充分，大量的鈾和鈈在裂變前就被炸得四分五裂。這些核裝藥，以α衰變的形式緩慢地輻射，而它們的重要性也相對較小。
- 中子感應效應。當一個原子核在中子爆發的時候捕獲了中子，作為一種已知的必然機制，它將變為放射性並在較長的周期內放射β和γ射線。中子爆發作為最原始的核放射線，必將引起殘留的中子感應效應。另外，環境物質，如土壤、空氣和水，也將被感應激發，這取決於它們的化學成分和距爆心的距離。舉例來說，在近爆心的地區，土壤中的礦物質由於中子爆發會變成有致命放射性的同位素。這是由於多種元素具有中子俘獲能力，像鈉、錳、鋁和矽這樣的元素，都存在於土壤中且參與了中子感應效應。但這種效應並不重要，因為它只限於很有限的一塊區域內。

在近地面的爆炸中，大量的土壤或水分將被火球加熱蒸發，上升成為放射雲。這些物質凝結後，由於混合了裂變產物和中子感應產物，將變得具有放射性。較大的顆粒將在24小時內沈降到爆心附近（也與風速和天氣有關），而較小的顆粒有可能會在全球大氣系統中漂流數周以至數月。一些當地沈降物覆蓋的面積會遠遠大於熱輻射和沖擊波的範圍，特別是在大量的核爆中。在水面附近的核爆中，輻射塵顆粒將較小，下落的比例將較小，而分布的面積就會比較廣大。大量海水中的鹽和一些水分，可以作為凝結核，引起當地的降雨從而使當地的核沈降大大增加。
全球放射性沈降的生物學破壞作用是由長半衰期的同位素在生物體內的富集主導的。像鍶-90或銫-137這類元素，通過食物等進入人體。化學上，這些同位素和鈣很像，他們會被誤認為鈣，而被吸收並沈積在骨骼中。這些高放射性的物質將會造成例如像白血病一類的放射性疾病。全球沈降的個體傷害效果毋庸置疑是小於當地的輻射塵。
在普遍的情況下，沖擊波和熱輻射的殺傷將遠大於放射線的傷害。但是，放射線的輻射傷害比沖擊波和熱輻射更加覆雜，人們對它也存在誤解。各式各樣的生物變異將在輻射區內的動物中發生。全身攝入高劑量放射性元素的個體將會立即死亡，其他攝入劑量較少的個體將會茍活，但也會隨後來的並發癥而死去。

## 投送

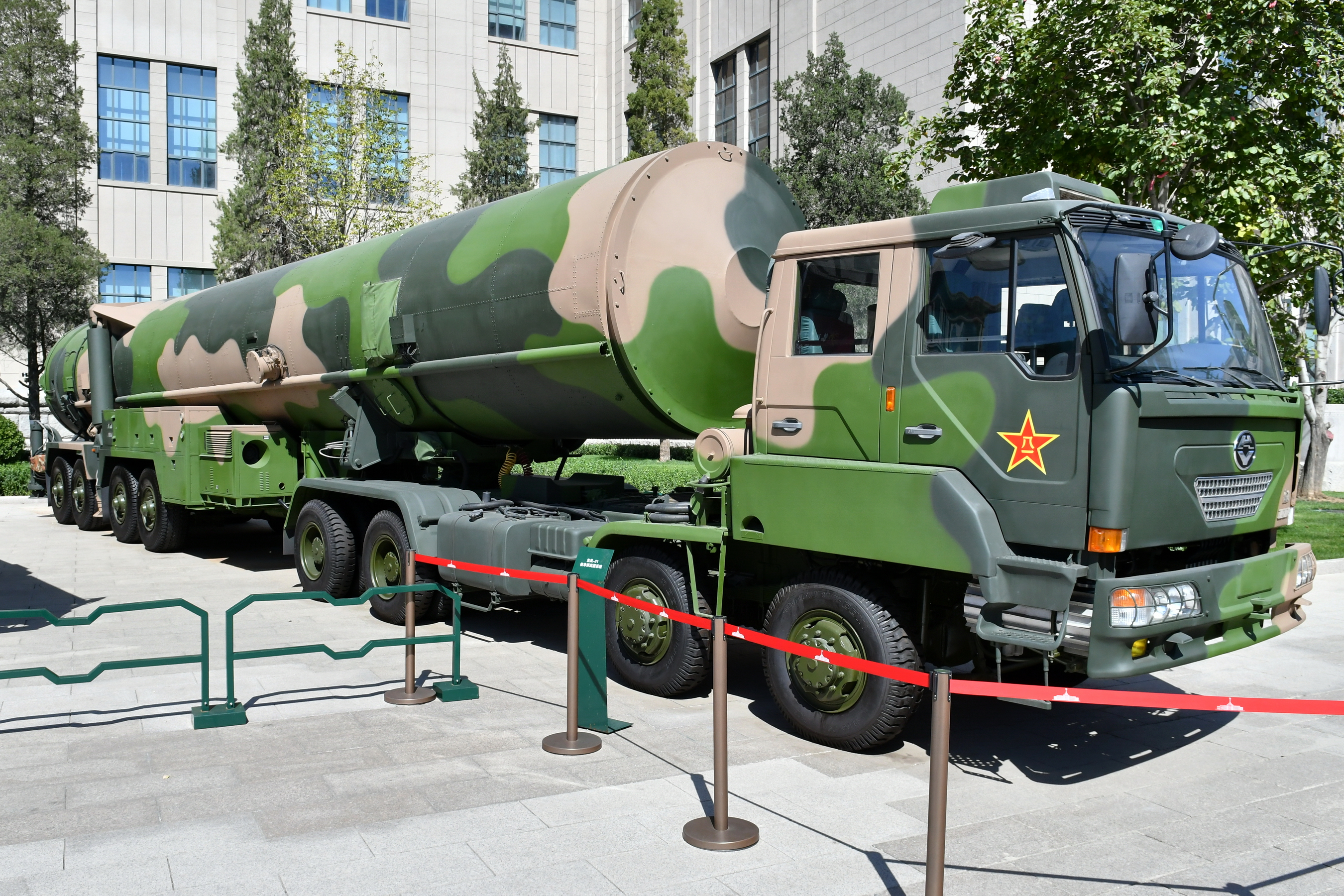
东风-31洲際彈道飛彈发射车，可搭載核彈頭。

戰略核武器常指用來摧毀戰略目標的大當量核武器；戰術核武器是指用於摧毀小型的特定目標（如軍事、通訊或永備工事等目標）的較小的類型。
核武器的基本投放方式有：
- 轟炸機：早期核武器体积较大，只能被B-29等飛機運載和投放，但在1950年代中期，可由戰鬥轟炸機搭載的較小型的核武器被研製出來。這種新型空基的自由落體炸彈運用了多種新技術，包括翻滾轟炸，傘降投擲，臥倒模式，以保證給予載機足夠的逃離時間。
- 彈道導彈：彈道導彈採用拋射物彈道飛行，通常用於超視距的彈頭投送，因為初始高速和火焰對發射架威脅所限制，使到只適合在陸地或大型軍艦發射，而現實唯一搭載的軍艦是專用的特大型潛艇（彈道導彈潛艇）。機動彈道導彈具有十到上百公裏的射程，洲際彈道導彈和潛射彈道飛彈，每顆導彈可攜帶一打彈頭，而每個彈頭的當量下降到數萬到數十萬噸級。這樣一次發射就可威脅多個目標，或對一個目標造成更有效的打擊。
- 巡航導彈：這種導彈使用噴氣發動機或火箭發動機提供動力，以低空巡航的方式飛行，使用自動導航系統（基本上是慣導，但也有GPS導航和雷達中繼制導作為輔助），雖然只是低速和大氣中飛行，但新式巡航導彈以低飛進入普通陸基雷達的盲區所以突防能力比早年的前輩V-1火箭更強。巡航導彈的射程較之彈道導彈要近，且攜載能力也要差一些，當今也沒有服役的多彈頭巡航導彈。導彈可從地面基地、潛艇、艦船及飛機上發射。

其他可能的投送方式包括榴彈砲的核砲彈、核地雷（藍孔雀）、核深水炸彈、核魚雷（例如波塞冬核魚類）、核迫擊砲彈。50年代，美國研製了用於空中截擊的無控空-空火箭箭載小型核彈頭，裝備於F-106截擊機，但其在1960年代就基本退役，而核深水炸彈也在1990年代退役。可由兩人攜帶的小型戰術核彈也已研製成功，被一些媒體誇張為所謂的手提箱炸彈，它被稱為“特別打擊核武庫”。儘管如此，人們還在追求當量與便攜性的最佳整合，以達到最大的軍事效用。
傳統上一個國家具備戰略轟炸機、陸基核彈道飛彈、彈道飛彈潛艇的三棲投放方式，稱為核三位一體，目前嚴格來看只有美國、俄羅斯。中國、印度有潛力成為下一個具備此能力的國家。

## 武器儲存及維護
核子武器的維護保養工作是要令武器裝備維持在理想狀態。雖然核武器常見的成分，如鈾235和鈈239，這兩種物質的壽命都非常長，它们的半衰期分别为7亿年和2.4万年。但是，核武器的另一個重要成分—氚—的有效期只有12年，另外裝載核燃料的金屬器具及炸彈零部件也會逐漸氧化，需要定期更換及維護。核子武器的平均保質期約為20年，有些核武的設計能使保質期延長至超過30年。

### 防核武碉堡
防核武碉堡能夠在高強度核子戰爭下，維持人員存活，並保護核武儲存倉及發射載體，確保二次核打擊能力。

## 核材料的銷毀
最常見的銷毀方法是將廢棄核武中的核裂變材料轉化成粉末狀氧化物，成為供核電站使用的混合氧化物燃料。另外美國能源部曾提議把廢棄核彈中的鈈裝入容器，用玻璃溶液凝固後深埋地下，但這種做法存在安全隱患。

## 監管和制約
| 附件2, 签署并批准 附件2, 仅签署未批准 附件2, 未签署 | 其他国家, 签署并批准 其他国家, 仅签署未批准 其他国家, 未签署 |

| 簽約國 加入條約國 非簽約國但受其限制 | 退出 非簽約國 |

《全面禁止核试验条约》的參加國
附件2, 签署并批准
附件2, 仅签署未批准
附件2, 未签署
其他国家, 签署并批准
其他国家, 仅签署未批准
其他国家, 未签署

《不擴散核武器條約》的參加國
簽約國
加入條約國
非簽約國但受其限制
退出
非簽約國

在第一顆核武器被發明出來之前，參與馬特蘭計劃的科學家們就針對該種武器的使用持不同看法。在英國，第一次由核裁軍運動組織的奧爾德瑪斯頓遊行於1958年的復活節舉行。根據核裁軍運動組織的統計，幾千名民眾參與了持續4天的遊行，從倫敦的特拉法加廣場一直到靠近伯克希爾的奧爾德瑪斯頓的核武器研究基地，以表達他們對核武器的反對。奧爾德瑪斯頓遊行一直舉辦到20世紀60年代晚期，上萬名民眾參加了為期4天的遊行。1959年，發布在《原子科學家公報》上的一封信成為一場成功停止原子能委員會在離波士頓19公裏的海中傾倒放射性垃圾運動的開始。1962年，鮑林因在阻止核武器大氣實驗和推動“禁止原子彈”運動方面的努力，被授予諾貝爾和平獎。
1963年，許多國家加入限制核武器大氣實驗的《部分禁止核試驗條約》。1968年首次簽署《不擴散核武器條約》。放射性垃圾的議題變得不再那麽重要，反核武運動在數年內逐漸消弱。1980年代，對核武器戰爭的恐懼重新在美國和歐洲興起。
雖然國際社會對核武器的消減作出許多努力，但核武器的威脅始終存在。2000年不擴散條約審議大會上與會代表認為，目前“關於核武器能力應增加更多的透明度，減少核武器對安全政策的作用。”2003年，朝鮮民主主義人民共和國退出《不擴散核武器條約》，引起國際社會關注。
紅十字國際委員會認為，需要“在有關核武器的討論中，重點突出核武器給人類造成的慘痛代價以及國際人道法的基本規則。這就意味著要提醒每個人註意到核武器給人類造成的極大風險，促使人們意識到眼前的機遇，並對那些明顯有助於消除核武器的措施提供支持。”